# Posidonia oceanica
Posidonie de Méditerranée
Espèce
Synonymes
Classification phylogénétique
Statut de conservation UICN

 LC  : Préoccupation mineure
La Posidonie de Méditerranée (Posidonia oceanica) est une espèce de plantes à fleurs aquatiques de la famille des Posidoniaceae et endémique de la mer Méditerranée. Ce n'est pas une algue, bien qu'elle vive sous l'eau ; il s'agit d'une « herbe marine », en fait une plante angiosperme monocotylédone sous-marine à fleurs. Comme toutes les plantes à fleurs, elle a des racines, une tige qui est ici rhizomateuse, et des feuilles rubanées mesurant jusqu'à un mètre de long et disposées en touffes de 6 à 7. Elle fleurit en automne et produit au printemps des fruits flottants communément appelés olive di mare (« olives de mer ») en Italie.
Elle forme de vastes herbiers entre la surface et 40 m de profondeur avant de laisser place au coralligène. Ces herbiers constituent l'écosystème majeur de Méditerranée et jouent un rôle important dans la protection des côtes contre l'érosion. C'est dans ces herbiers que beaucoup d'organismes, animaux et végétaux, trouvent protection et alimentation.

## Morphologie
P. oceanica présente des racines qui servent principalement à ancrer la plante au substrat, des rhizomes et des feuilles rubanées.

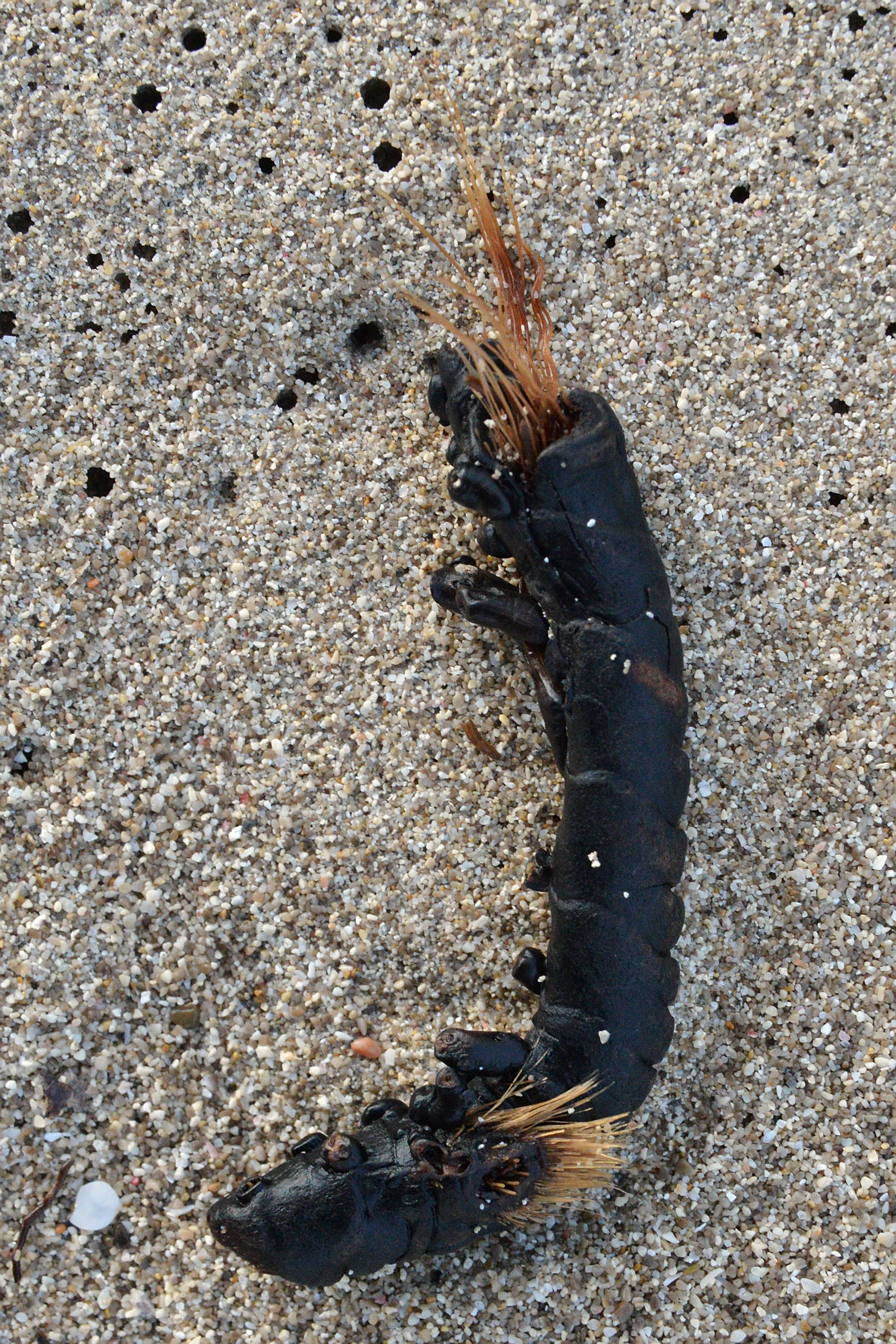
Rhizome rejeté sur une plage, Majorque.

Les rhizomes, dont le diamètre peut atteindre deux centimètres, poussent soit horizontalement (rhizomes « plagiotropes »), soit verticalement (rhizomes « orthotropes »). Les premiers ancrent la plante au substrat grâce à la présence, à la face inférieure, de racines lignifiées longues de 15 cm au maximum. Les seconds, augmentant la hauteur, compensent l'ensablement dû à la sédimentation continue. Ces deux types de développement de la plante forment les « mattes », formations à terrasse constituées de l'enchevêtrement de couches de rhizomes, racines et sédiments. De cette manière les posidonies colonisent un terrain difficilement occupé par les algues qui, n'ayant pas de racines, ne peuvent se fixer sur des substrats meubles comme le sable. Elles structurent ainsi le substrat et créent un biotope particulier, où cohabitent de nombreuses espèces associées.

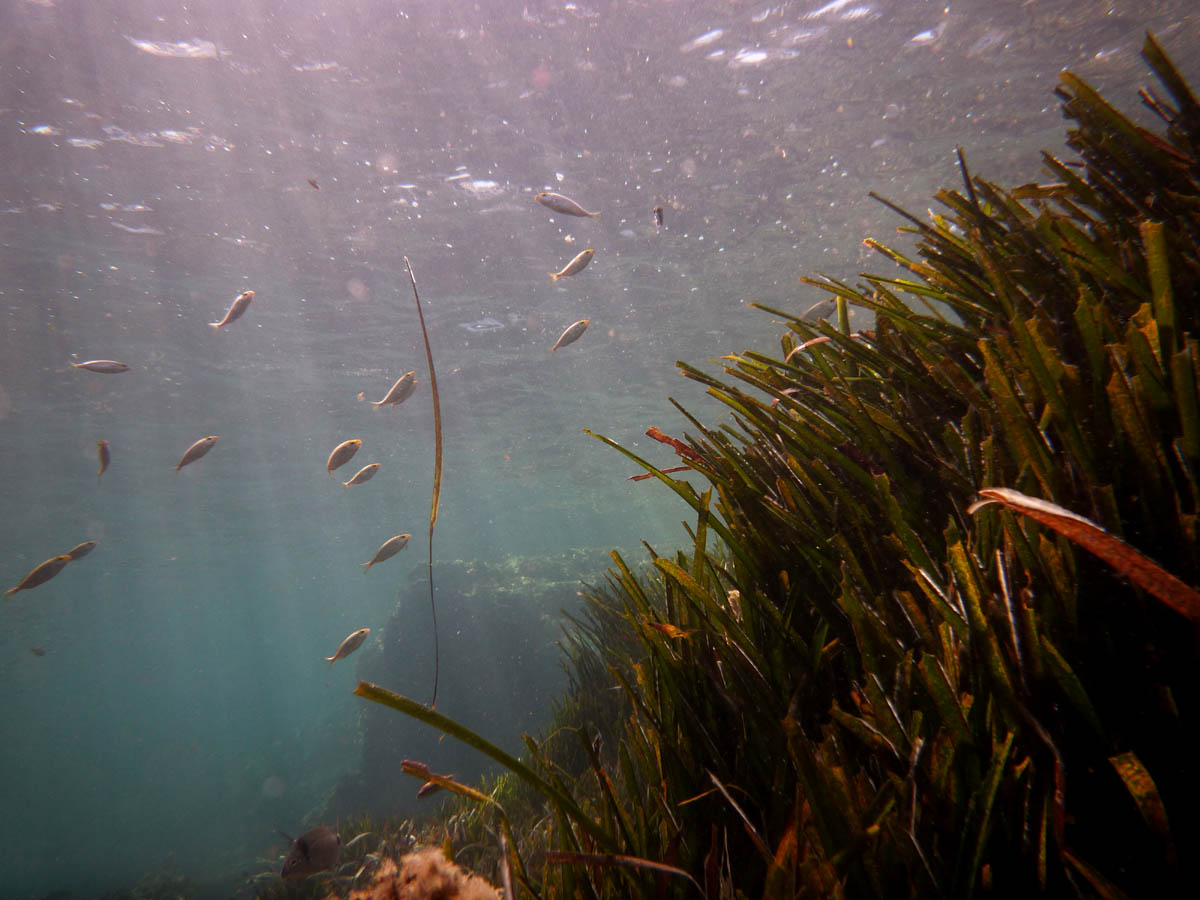
Feuilles.

Les feuilles naissent des rhizomes orthotropes et sont rubanées, de couleur vert brillant devenant brun avec le passage du temps, les plus vieilles étant souvent couvertes d'organismes encroûtants (épiphytes). Elles peuvent atteindre une longueur maximale d'1,20 m, sont larges d'un centimètre en moyenne, et présentent de 13 à 17 nervures parallèles. Les extrémités des feuilles sont arrondies et épaisses en réponse à l'action des mouvements des vagues et courants.

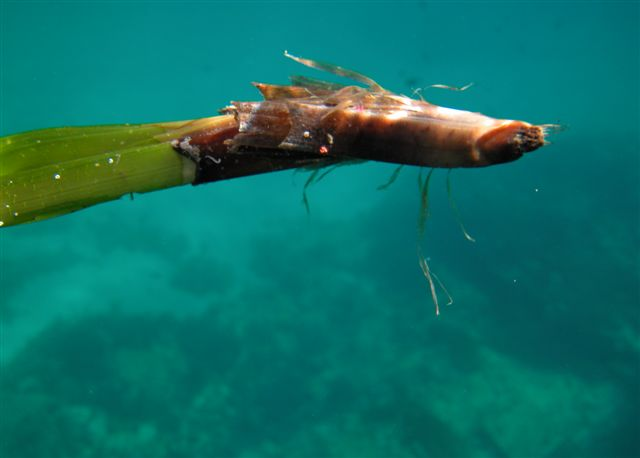
Gaine d'un faisceau, montrant les écailles.

Elles sont organisées en faisceaux de 6 à 8 feuilles, avec les plus anciennes à l'extérieur protégeant les plus jeunes au centre. Ces feuilles peuvent se diviser en trois catégories :
- feuilles adultes : présentent des feuilles laminées photosynthétiques et dans une base séparée du bord des feuilles, une ligule concave,
- feuilles intermédiaires : n'ont pas de base,
- feuilles jeunes : sont pour la plupart de moins de 50 mm.

En automne la plante perd ses feuilles adultes les plus externes, qui deviennent brunes et photosynthétiquement inactives ; pendant l'hiver naissent les nouvelles feuilles au centre.

### Reproduction
P. oceanica se multiplie selon deux modes : par reproduction sexuée ou par multiplication asexuée ou végétative.

#### Reproduction sexuée

##### Structure des organes sexuels
La reproduction sexuée a lieu lors de la production des fleurs et des fruits. Les fleurs sont hermaphrodites, regroupées dans une inflorescence verte en forme d'épi appelée spadice et renfermées dans des bractées florales appelées spathes. Le pédoncule est attaché au rhizome au centre de la plante.
 Le gynécée ou pistil est formé d'un ovaire uniloculaire continué d'un style terminé par un stigmate.
 L'androcée est constitué de trois étamines à anthères courtes. Le pollen, contenu dans les anthères, est sphérique mais devient filamenteux aussitôt relâché dans l'eau. Il n'existe pas de mécanisme de reconnaissance entre le pollen et le stigmate pouvant éviter l'autofécondation. La pollinisation est hydrophile et peut aboutir à la croissance des fruits, quoique certains d'entre eux n'aboutiront pas à maturation, qui a lieu dans les six mois. Une fois mûrs, les fruits se détachent et flottent à la surface de l'eau.
Le fruit, peu charnu et communément appelé « oliva di mare » (« olive de mer ») en Italie, est similaire à une drupe, présentant un péricarpe poreux et riche d'une substance huileuse permettant la flottaison. En se décomposant, le fruit libère une unique graine (recouverte d'une fine membrane mais sans un véritable tégument), qui, en coulant, germera si les conditions de profondeur et de subtrat le permettent. Pour qu'elle pousse, la plante doit avoir trouvé l'équivalent marin d'un substrat d'humus, propice à l'enracinement. La germination commence avec l'émission d'une petite racine blanche du côté supérieur et d'une petite feuille du côté inférieur. Ce type de reproduction permet à la plante de coloniser de nouvelles régions, et garantit la diversité génétique.

##### Facteurs déclencheurs de la floraison
Facteurs environnementaux et endogènes
L'hypothèse couramment admise est que la floraison de Posidonia oceanica dépend de facteurs environnementaux (lumière et température) et endogènes (âge et taille de la plante). Elle a lieu à l'automne, en septembre et octobre dans les herbiers les plus proches de la surface de l'eau ; dans les herbiers les plus profonds elle est repoussée de deux mois environ.

La floraison ne se produit pas tous les ans, surtout dans les eaux plus fraiches du bassin occidental de la Méditerranée. Elle semble corrélée à des températures estivales élevées et une température de 20 °C en octobre. Certaines années ont ainsi été marquées par une floraison d'une intensité exceptionnelle, notamment les années 1971, 1982, 1993, 1997 et 2003.

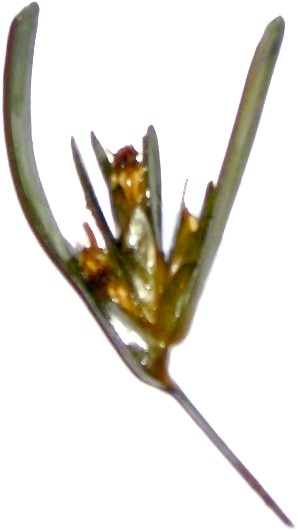
Inflorescence de Posidonia oceanica Automne 2009
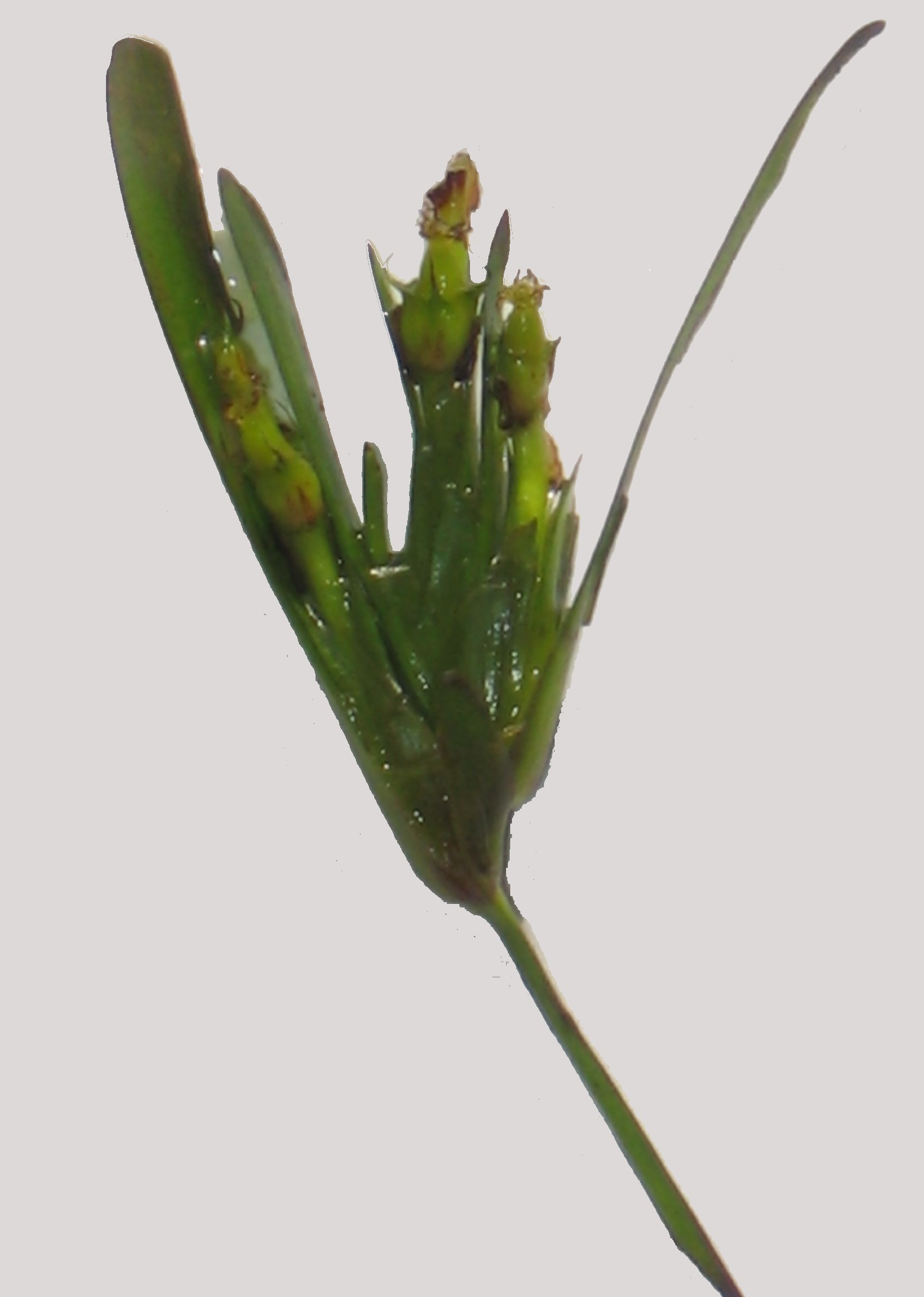
Posidonia oceanica. Floraison automne 2009. Des fruits âgés de 1 mois sont déjà visibles
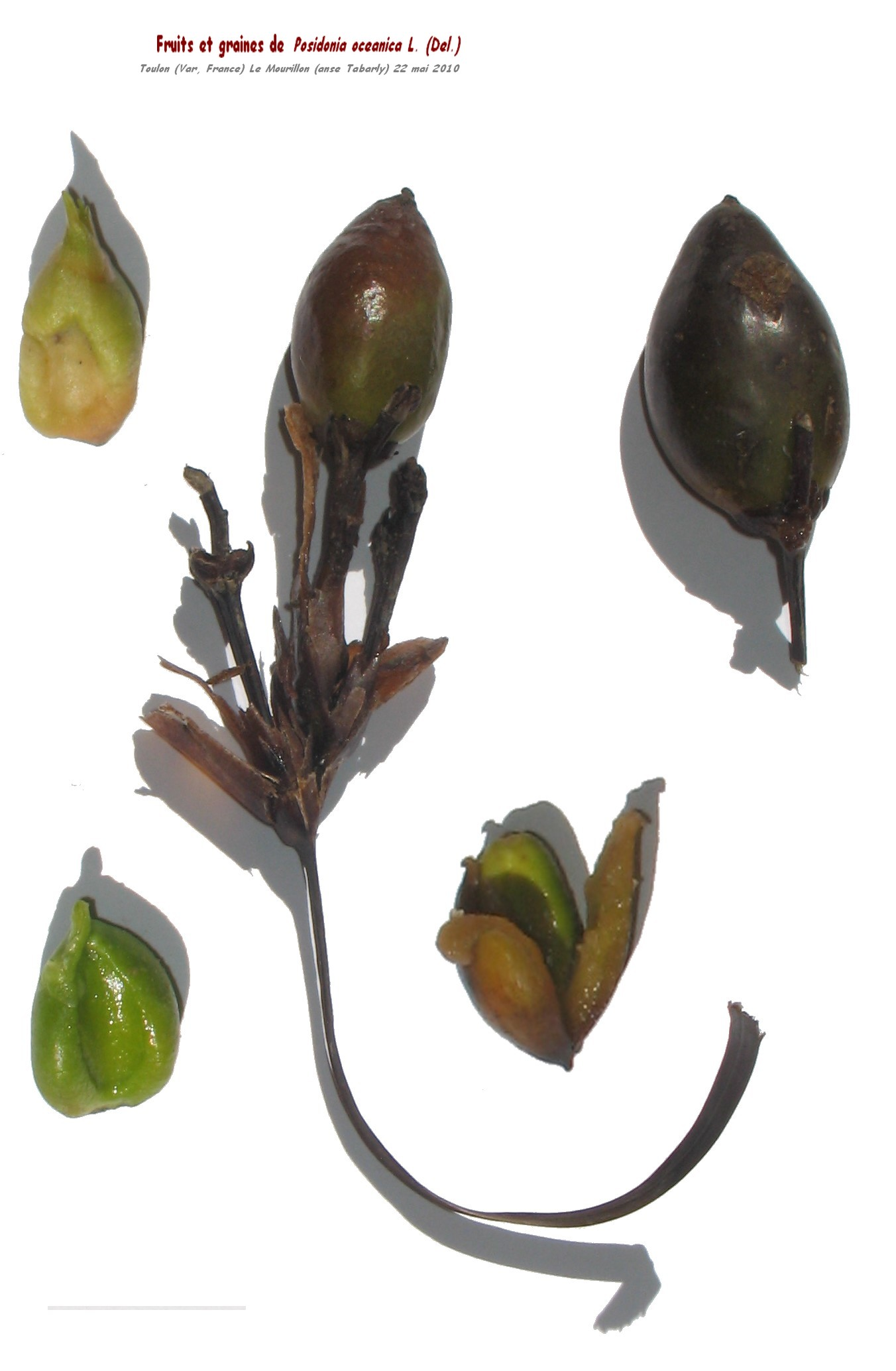
Fruits et graines de Posidonia oceanica Mai 2010
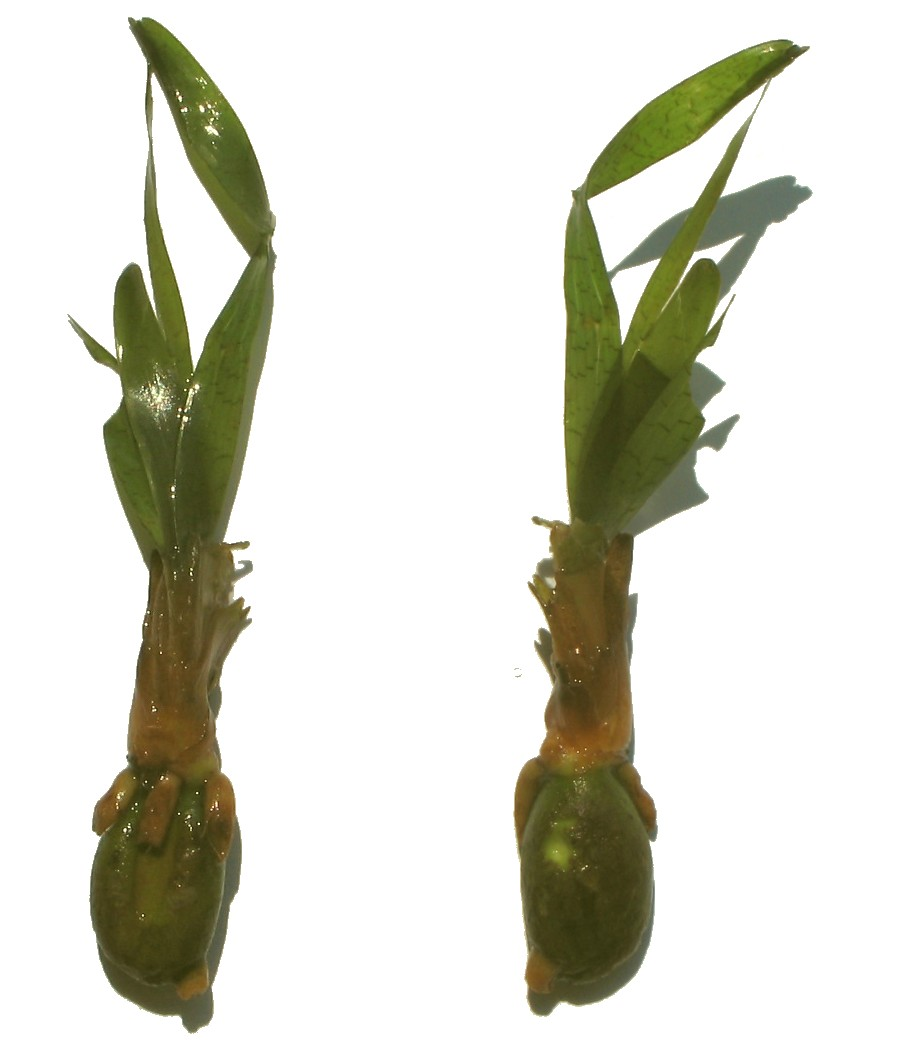
Jeune plantule de Posidonia oceanica. Fructification printemps 2009. Des écailles de feuilles sont visibles, entre la graine et les jeunes feuilles vertes

Pour Charles-François Boudouresque, les rares floraisons massives de certaines années pourraient être une adaptation stratégique dite de « saturation du prédateur ».
Facteurs génétiques

Cependant, en 2015, Marlene Jahnke et al ont montré que cette variation de l'intensité des floraisons n'était pas simplement due aux seules conditions du milieu ambiant. Dans des conditions environnementales équivalentes, il a été observé que des herbiers situés dans une aire géographique d'un rayon inférieur à 20 km, n'ont pas eu la même densité de floraison. Une étude génétique menée en parallèles montre que le facteur génétique semble jouer un rôle déterminant : 

« Nous avons trouvé une forte relation positive entre le nombre de fleurs et l'hétérozygotie, preuve de l'association entre le patrimoine génétique et l'aptitude de la plante à produite une floraison abondante. »

#### Multiplication asexuée ou végétative

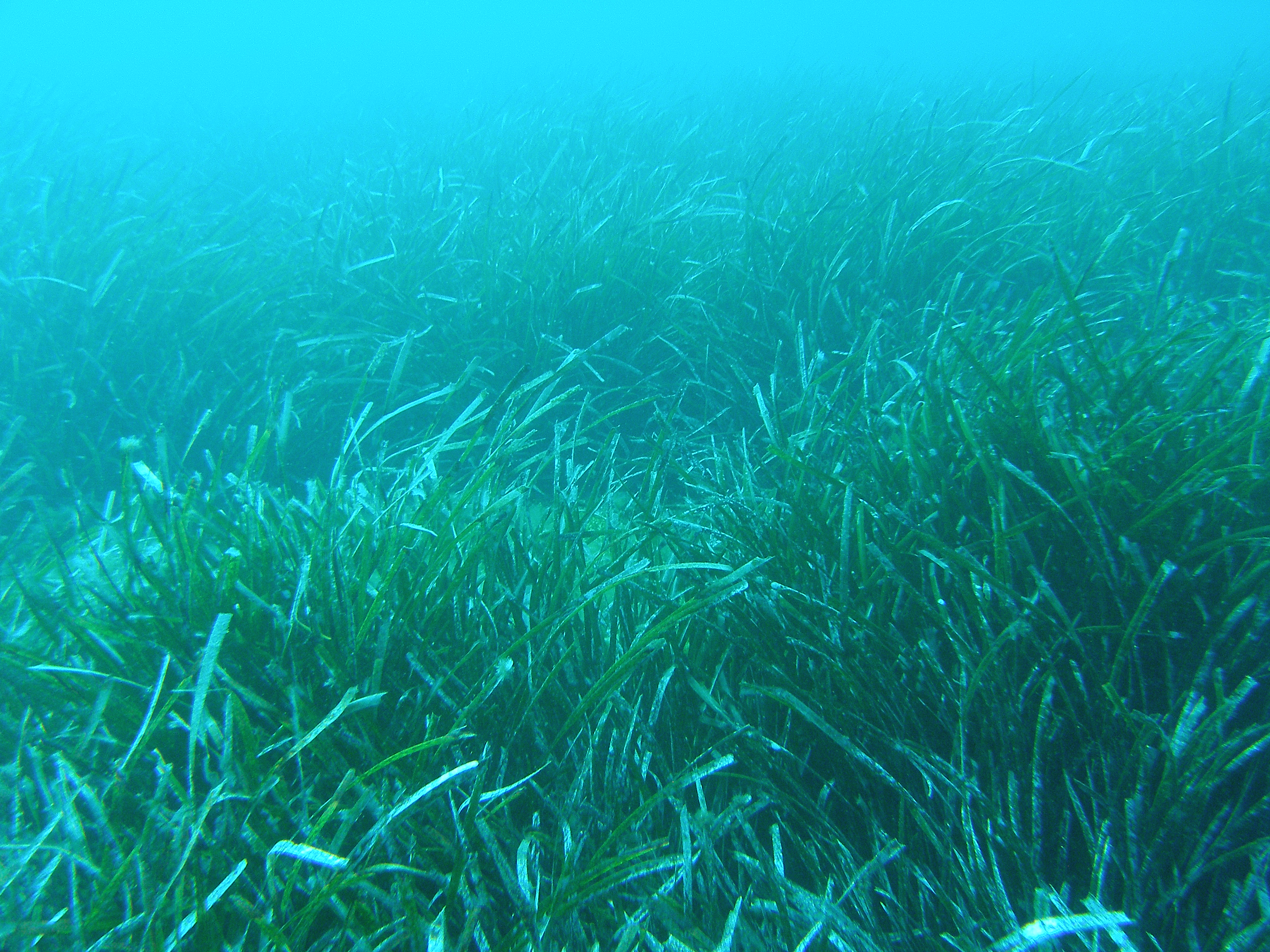
Herbier de Posidonia oceanica

La multiplication asexuée s'effectue au moyen de rhizomes. Ceux-ci permettent l'expansion horizontale de l'herbier avec les rhizomes « plagiotropes », qui poussent d'environ 7 cm par an, colonisant ainsi de nouvelles zones. L'accumulation de sédiments et la diminution de l'espace permettant la pousse horizontale stimulent la croissance verticale par pousse de rhizomes « orthotropes », formant ainsi des « mattes ».

Une autre forme de reproduction végétative par pseudo-viviparité a été observée en mai 2004 aux Iles Baléares :

« Des plantules végétatives se forment directement sur les inflorescences et remplacent les organes de reproduction sexuée. Cette stratégie contribue à une dispersion à courte distance. On ignore, pour le moment, s'il s'agit d'un mode de reproduction très local, ou s'il concerne d'autres régions de Méditerranée. »

### Matte
La croissance verticale des rhizomes mène à la formation d'une structure appelée « matte », constituée d'un enchevêtrement de rhizomes morts et de racines entre lesquelles est resté du sédiment. Seule la partie supérieure de cette structure est formée de plantes vivantes.
La formation des mattes dépend en grande partie des rythmes de sédimentation ; une haute vitesse de sédimentation peut mener à l'étouffement des rhizomes en les couvrant de sable ; au contraire, une sédimentation trop lente voire une érosion peuvent mener au détachement des rhizomes et donc à la régression de l'herbier. Les rhizomes peuvent rester à l'intérieur des mattes pendant des milliers d'années parce que leur décomposition est très lente. Les mattes elles-mêmes poussent très lentement ; leur croissance est estimée être d'un mètre par siècle.

### Adaptation à la vie marine
Les Posidonies ont, comme toutes les Spermatophytes, évolué morphologiquement et physiologiquement pour leur permettre de vivre dans l'eau.
On voit dans beaucoup des organes des parenchymes facilitant l'échange de gaz partout dans la plante, et formant un fin « treillis » entre les feuilles, rhizomes et racines.
Les feuilles n'ont pas de stomates et ont une cuticule légère pour faciliter la diffusion d'ions et de dioxyde de carbone. Les Posidonies peuvent également absorber les nutriments par leurs feuilles.
Parfois les plantes vivent dans un substrat anoxique (manquant d'oxygène). C'est pour cette raison que les racines, en plus d'aider à l'ancrage de la plante et à sa nutrition, ont le rôle de réserve d'oxygène produit par photosynthèse des feuilles.

## Évolution
Comme toutes les spermatophytes marines, P. oceanica a évolué à partir des Angiospermes qui poussaient dans des zones intermédiaires entre la terre et la mer et qui pouvaient donc mieux résister aux brèves périodes d'immersion dans l'eau. Quand la pollinisation anémogamique est devenue hydrophile, les plantes ont complètement abandonné la terre ferme.
 Les premiers fossiles de posidonies, plus exactement de l'espèce appelée Posidonia cretacea, remontent au Crétacé (comme l'indique son nom), il y a 120 Ma, tandis que dans l'Éocène, il y a 30 Ma, apparaît la Posidonia parisiensis. La crise de salinité du Messinien, survenue il y a 6 Ma en Méditerranée, vit une baisse de la diversité génétique des Posidonia ; seules les espèces pouvant supporter la haute salinité y survécurent. Dans la réserve naturelle régionale des îles de Stagnone di Marsala on peut trouver des herbiers dans des zones de salinité allant jusqu'à 46-48 g/L.

## Taxonomie
En 1735 Linné décrit l'espèce dans son Systema Naturae, l'appelant Zostera oceanica. En 1813 Delile la renomme en Posidonia oceanica. D'où le nom scientifique complet de Posidonia oceanica (Linnaeus) Delile selon la nomenclature binomiale.
 Le genre Posidonia appartient, selon la plupart des botanistes, à la famille des Posidoniaceae, mais certains auteurs le rangent avec les Potamogetonaceae, ou avec les Najadaceae, ou encore avec les Zosteraceae. La classification phylogénétique APG IV (2016) suggère l'inclusion de la famille des Posidoniaceae dans les Juncaginaceae . L'ordre varie selon les classifications. Selon la classification classique, ce sont des Najadales et selon la classification APG II, les Posidoniaceae sont placées parmi l'ordre des Alismatales (cette classification considère également les deux ordres précédents synonymes). APG IV la maintient dans les Alismatales. Dans tous les cas, il ne s'agit pas d'une « herbe » au sens strict, ce terme désignant les graminées.
Elle tire son nom du dieu de la mer grec, Poséidon (Ποσειδών), tandis que « oceanica », épithète peu justifié s'agissant d'une plante endémique de la mer Méditerranée, vient du fait que Linné ne connaissait cette plante qu'indirectement.
Une étude comparative des inflorescences de la plante, menée en 1998 sur deux régions de la Méditerranée, a conduit l'Institut d'anatomie comparée de l'université de Gênes (Italie), à se questionner sur la taxonomie du genre Posidonia en Méditerranée. L'étude est résumée comme suit :

« Le phénomène de la floraison de Posidonia oceanica n'a pas été souvent mentionné en mer Ligure entre 1880 et 1990, alors que, récemment, des floraisons et des fructifications ont été observées chaque année. Des faisceaux portant des fleurs prélevés en 1994 dans l'herbier de Noli (Savona) pendant une importante floraison, ont permis de décrire la morphologie et d'analyser la morphométrie des inflorescences prélevées dans un site peu profond et dans un récif frangeant. La comparaison avec des données morphométriques des inflorescences prélevées en mer Égée a mis en évidence certaines différences morphologiques importantes du point de vue de la révision  taxonomique du genre Posidonia en mer Méditerranée. »

## Distribution géographique

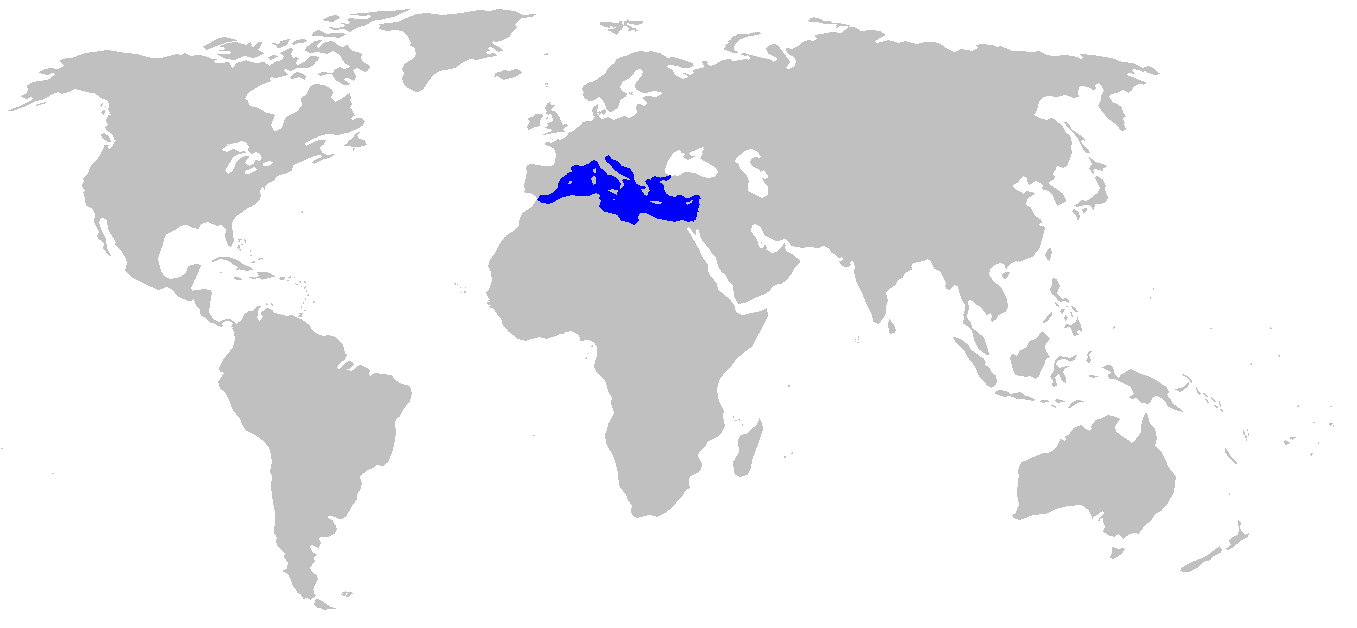
Carte avec la distribution géographique en bleu foncé

Cette espèce ne se trouve qu'en Méditerranée, occupant environ 3 % du bassin (correspondant à une superficie d'environ 38 000 km2), et étant une espèce clé de l'écosystème marin.
Un signe sans équivoque de la présence d'un herbier de Posidonia oceanica est la présence de feuilles en décomposition, dites « banquettes », sur la plage. Celles-ci jouent également un rôle dans la protection des plages contre l'érosion.

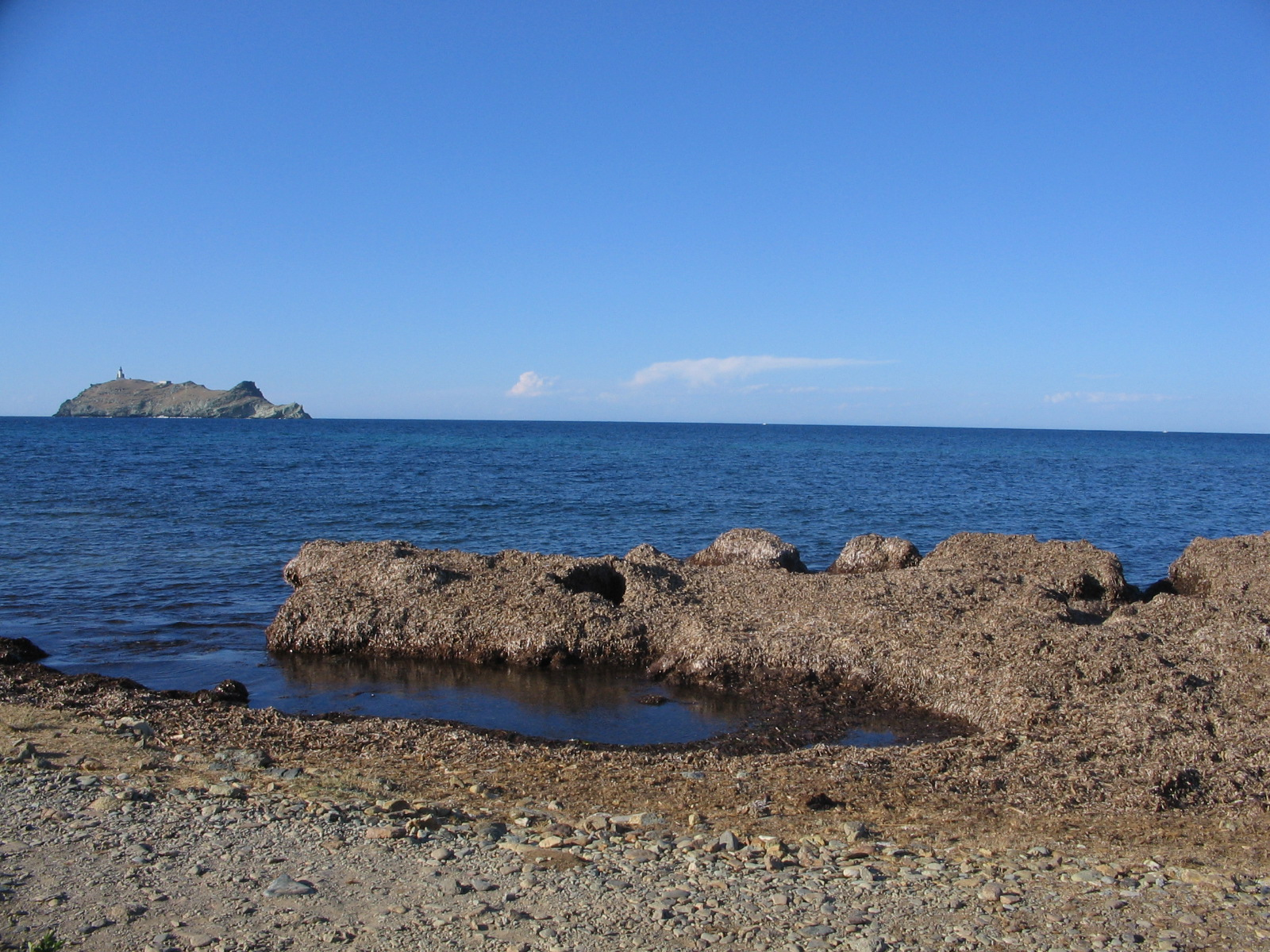
Banquettes de P.oceanica

Selon la partie IV du Testo Unico Ambientale de l'Italie, les feuilles de Posidonie sur les plages sont considérées comme déchets solides et doivent donc être éliminées. Selon certains ces feuilles peuvent être utilisées comme compost, mais c'est interdit par la loi italienne 748/84, qui interdit l'usage d'« algues et plantes aquatiques » en compost.
On trouve également sur les plages, surtout en hiver, des « balles » marron composées de fibres de posidonie formées par les vagues ; elles sont appelées « pelotes » ou aegagropile sur les côtes méditerranéennes françaises (egagropili en Italie).

## Écologie

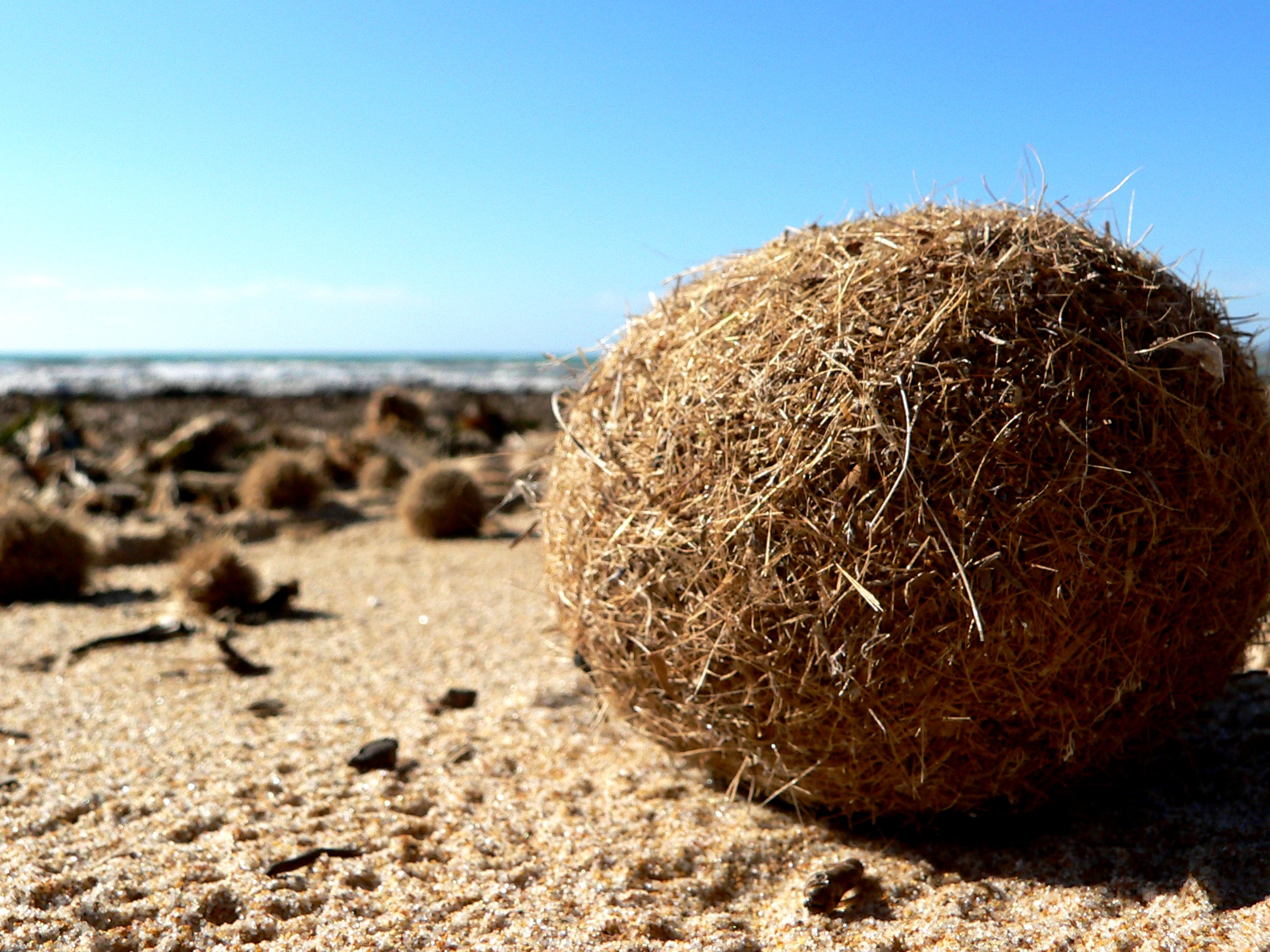
Aegagropile de Posidonia oceanica

Posidonia oceanica vit entre 1 et 30 mètres de profondeur, et exceptionnellement jusqu'à 40 m dans des eaux très limpides. Elle peut supporter des températures allant de 10 à 28 °C. C'est en revanche une plante nécessitant une salinité relativement constante (entre 37 et 38 grammes par litre, ce qui inclut la moyenne de Méditerranée mais pas l'Atlantique ni la mer Noire), ce qui la rend rare près des embouchures de cours d'eau ou des lagunes : elle est par exemple absente du Maroc, où l'influence des eaux de l'Atlantique rend la mer légèrement moins salée, et mais suffisamment pour être hostile à cette espèce. Elle nécessite également une forte luminosité, et tolère donc mal les eaux trop turbides. Elle colonise les fonds sablonneux ou vaseux, et se fixe grâce à ses rhizomes qui courent sous le sable : il lui faut donc un fond relativement meuble (qu'il s'agisse de sable ou de matière organique). Elle forme lentement de vastes herbiers à densité élevée (environ 700 plantes par mètre carré). La productivité primaire des feuilles des herbiers va de 68 à 147 g C.m−2.année−1, tandis que celle des rhizomes va de 8,2 à 18 g C.m−2.année−1. Une petite partie de cette productivité (de 3 à 10 %), est utilisée par les herbivores, un pourcentage plus élevé par les organismes décomposeurs et un autre pourcentage à l'intérieur des mattes, dans les feuilles et rhizomes.
Les herbiers présentent une limite supérieure et une limite inférieure. La première, là où commence l'herbier en partant de la côte, est plutôt nette, tandis que la seconde, où finit l'herbier, peut être de quatre types :
- Limite progressive et climatique : avec l'augmentation de la profondeur on voit une diminution de la densité des plantes parce que la lumière y est plus rare. Elle est caractérisée par la présence de rhizomes plagiotropes qui finissent de manière improvisée.
- Limite nette : le type de substrat ne permettant pas la progression des rhizomes (par exemple avec un passage de substrat sablonneux à rocheux). Elle est caractérisée par une absence de mattes et la présence d'une haute densité de touffes de feuilles.
- Limite érosive : elle est liée à l'hydrodynamisme élevé ne permettant pas l'avancée des herbiers. Elle est caractérisée par une haute densité et la présence de mattes.
- Limite régressive : les eaux turbides limitent la pénétration de la lumière. On y trouve parfois des mattes mortes, quand le phénomène de turbidité est récent.

Dans les zones à faible profondeur et faible hydrodynamisme, provoquant plus de sédimentation, les mattes peuvent monter de telle manière que les feuilles arrivent jusqu'à la surface de l'eau, l'extrémité flottant alors à la surface. Se crée de cette manière une barrière appelée « récif barrière ». Entre la barrière et le littoral peut se former une lagune, empêchant l'herbier d'avancer vers la côte. Ces récifs barrière jouent un rôle primordial dans la protection des côtes contre l'érosion en réduisant l'impact des vagues.
Dans les régions à fort hydrodynamisme, en revanche, les rhizomes peuvent être arrachés, créant des formations dites « intermattes » constituées de canaux d'érosion.

### Biocénoses associées àPosidonia oceanica
Les caractéristiques propres à la Posidonie, sa croissance et sa biomasse, sont toutes des facteurs régissant les biocénoses animales et végétales associées à Posidonia oceanica. On peut distinguer les biocénoses épiphytes (bactéries, algues, ectoproctes ou vers colonisant les feuilles et rhizomes de la plante), animaux sessiles et vagiles et des organismes saprophages.

#### Biocénoses épiphytes
Le pied des touffes et les parties non enterrées des racines constituent un habitat pour certains animaux coloniaux sessiles, comme des bryozoaires (Margaretta cereoides, Chartella papyrea, Pentapora fascialis, Reteporella grimaldii, Scrupocellaria spp.), des ascidies (particulièrement Polysyncraton lacazei, mais aussi Aplidium conicum, Polyclinella azemai), et des foraminifères (Miniacina miniacea), mais aussi, plus gros, des pétoncles comme Flexopecten hyalinus.
À proximité de la base des feuilles et sur les feuilles jeunes on trouve des bactéries et des diatomées, sur la partie centrale des algues rouges (comme des Fosliella) et brunes (comme des Giraudya), et sur ces algues ainsi que sur les extrémités des feuilles des algues filamenteuses, ainsi que des bryozoaires (comme Electra posidoniae ou Chorizopora brongniartii), des hydraires (Sertularia perpusilla, Aglaophenia harpago), des ascidies (Ascidiella scabra, Botryllus schlosseri, Didemnum protectum) ou encore des anémones (Paranemonia cinerea, Paractinia striata, Bunodeopsis strumosa et Alicia mirabilis).
Cette biocénose est d'autant plus importante que la feuille est vieille, et croît plus rapidement en été.
Les biocénoses épiphytes sont mangées par des mollusques gastéropodes (Rissoa, Bittium), des crustacés amphipodes, des annélides polychètes, des planaires (Comoplana palmula) ou encore des étoiles de mer symbiotiques (comme Asterina pancerii), et jouent un rôle très important dans la chaîne alimentaire des herbiers de posidonies, en prenant en compte le fait que peu d'organismes se nourrissent directement des tissus végétaux de la plante à cause du ratio C/N élevé, du fort taux de cellulose et de la présence de phénols. Les épiphytes peuvent également endommager les posidonies : en augmentant leur poids, ils peuvent faire tomber prématurément les feuilles, diminuer la lumière et bloquer l'échange de gaz et l'absorption des nutriments à travers les feuilles.

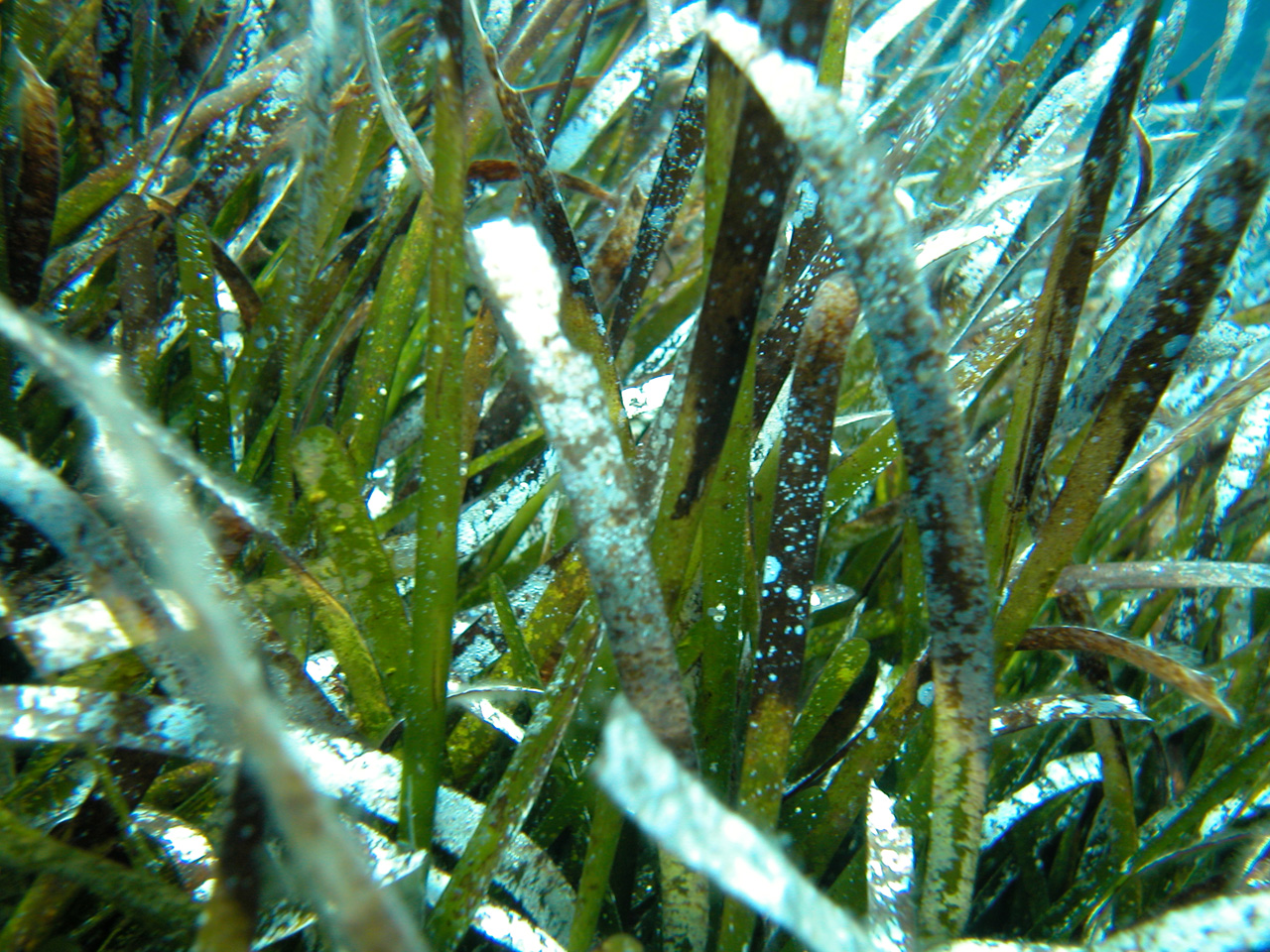
Feuilles de posidonies constellées d'organismes calcaires encroûtants.
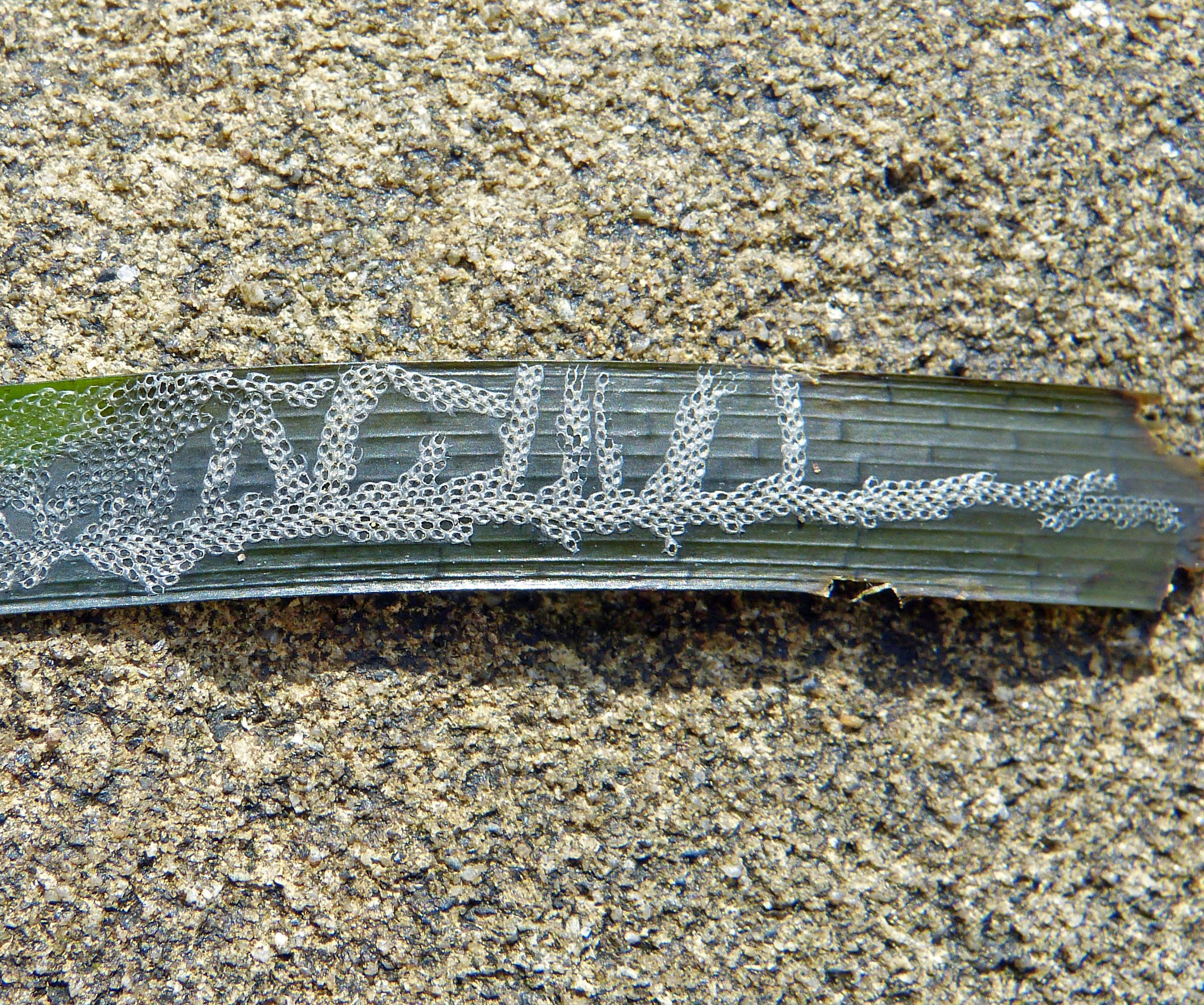
Electra posidoniae, un bryozoaire épiphyte.
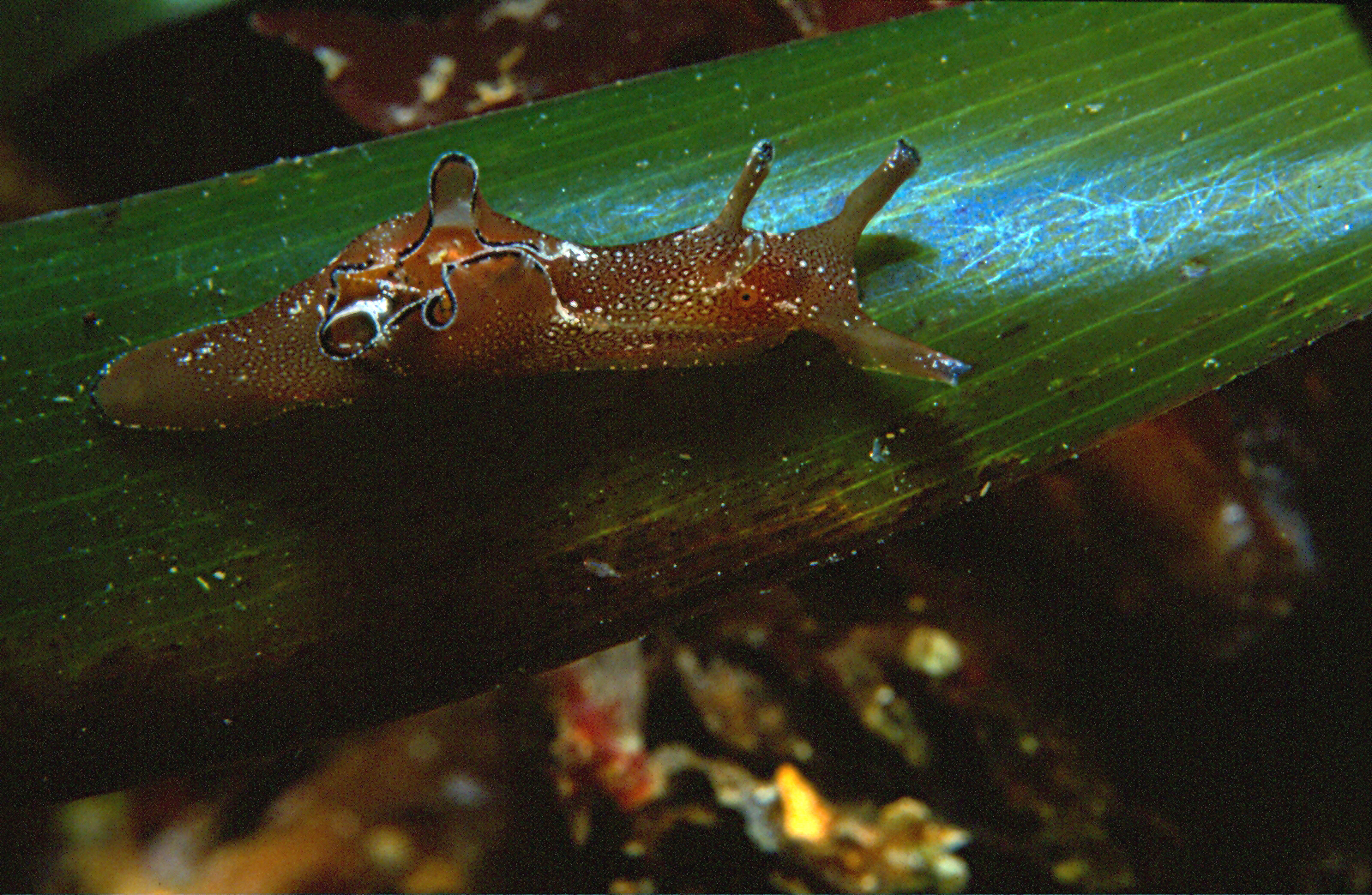
Lièvre de mer ponctué (Aplysia punctata) se nourrissant des épiphytes.
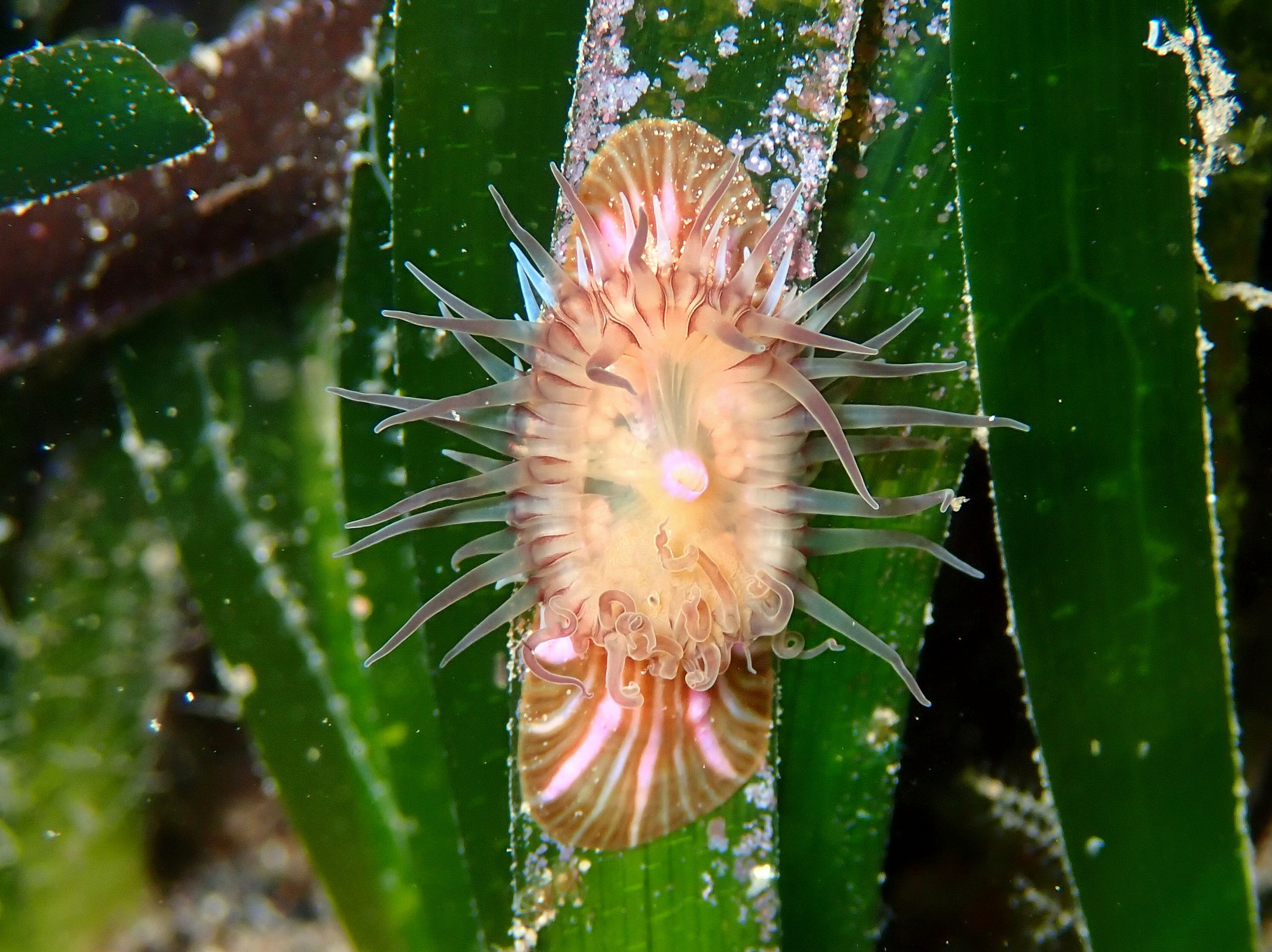
L'anémone Paractinia striata, symbiote des feuilles de posidonies.

#### Biocénoses animales et saprophages

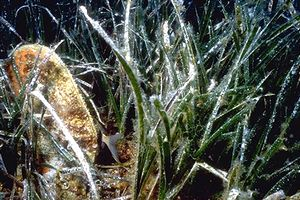
Pinna nobilis sur P. oceanica

La faune associée aux herbiers de Posidonies est constituée d'animaux sessiles qui vivent fixés sur les feuilles et rhizomes ou au pied des faisceaux, et d'animaux vagiles capables de se déplacer à l'intérieur de l'herbier. Il y a également des organismes vivant à l'intérieur des mattes, principalement saprophages. Des études menées par Gambi et al en 1992 ont démontré qu'environ 70 % de la population animale des herbiers est herbivore. Les plus abondants sont les échinodermes, particulièrement l'oursin violet (Paracentrotus lividus), l'un des quelques organismes pouvant se nourrir des feuilles de la plante. On y trouve aussi d’autres herbivores comme les mollusques gastéropodes Petalifera petalifera et Smaragdia viridis. L'étoile de mer Asterina pancerii vit également sur les feuilles de posidonies, où elle consomme la faune épiphyte. Les prédateurs carnivores sont à leur tour représentés par des poissons, mollusques, annélides polychètes et crustacés décapodes. Parmi les petits crustacés mimétiques des feuilles de posidonies, on trouve notamment les idotées (isopodes) Synischia hectica et Stenosoma appendiculatum.
Parmi les mollusques associés aux posidonies, on trouve notamment Pinna nobilis, le plus grand bivalve de Méditerranée, vivant presque exclusivement dans les herbiers ; il est désormais menacé d'extinction causée par la pollution et le grand intérêt porté sur cette espèce par les collectionneurs, et plus récemment par une épidémie dévastatrice.
Les poissons sont, quant à eux, représentés par les Labridés et Sparidés, presque tous carnivores. On trouve peu de grands poissons, et pendant l'année on assiste à des variations dans l'abondance de ceux-ci dû aux migrations et l'ajout d'individus d'autres régions. Dans les herbiers superficiels on trouve beaucoup d'exemples de saupes (Sarpa salpa), un herbivore (quasiment le seul de sa famille) représentant de 40 à 70 % des poissons présents dans les herbiers en été, et qui se nourrit des feuilles de posidonies et de la faune épiphyte qui les colonise. On y trouvera également des labres (notamment le mimétique Labrus viridis), crénilabres, rascasses, serrans (Serranus scriba), jeunes congres (Conger conger), hippocampes ou encore syngnathes (comme Nerophis maculatus et Syngnathus typhle, parfaitement mimétique des feuilles de posidonies) et des « porte-écuelle » comme Apletodon incognitus et Opeatogenys gracilis, ce
dernier étant lui aussi mimétique des feuilles de posidonies.
L'herbier constitue également un abri pour la comatule de Méditerranée (Antedon mediterranea), et plus occasionnellement la seiche (Sepia officinalis) et le poulpe commun (Octopus vulgaris) .

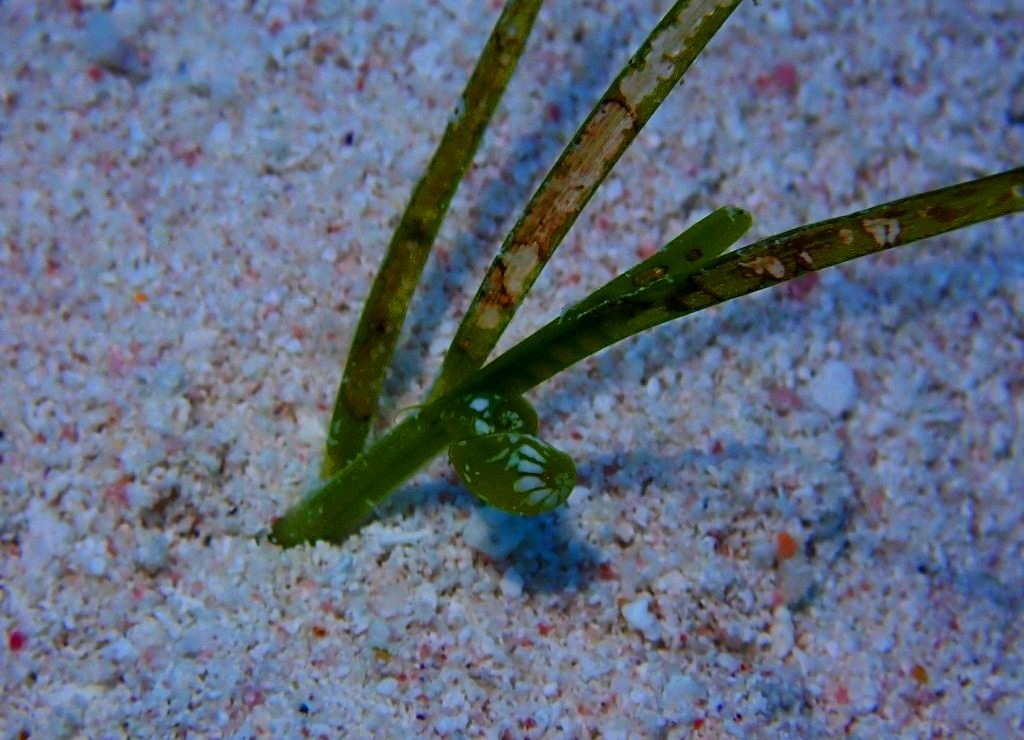
Nérite émeraude (Smaragdia viridis) sur une feuille de posidonie.
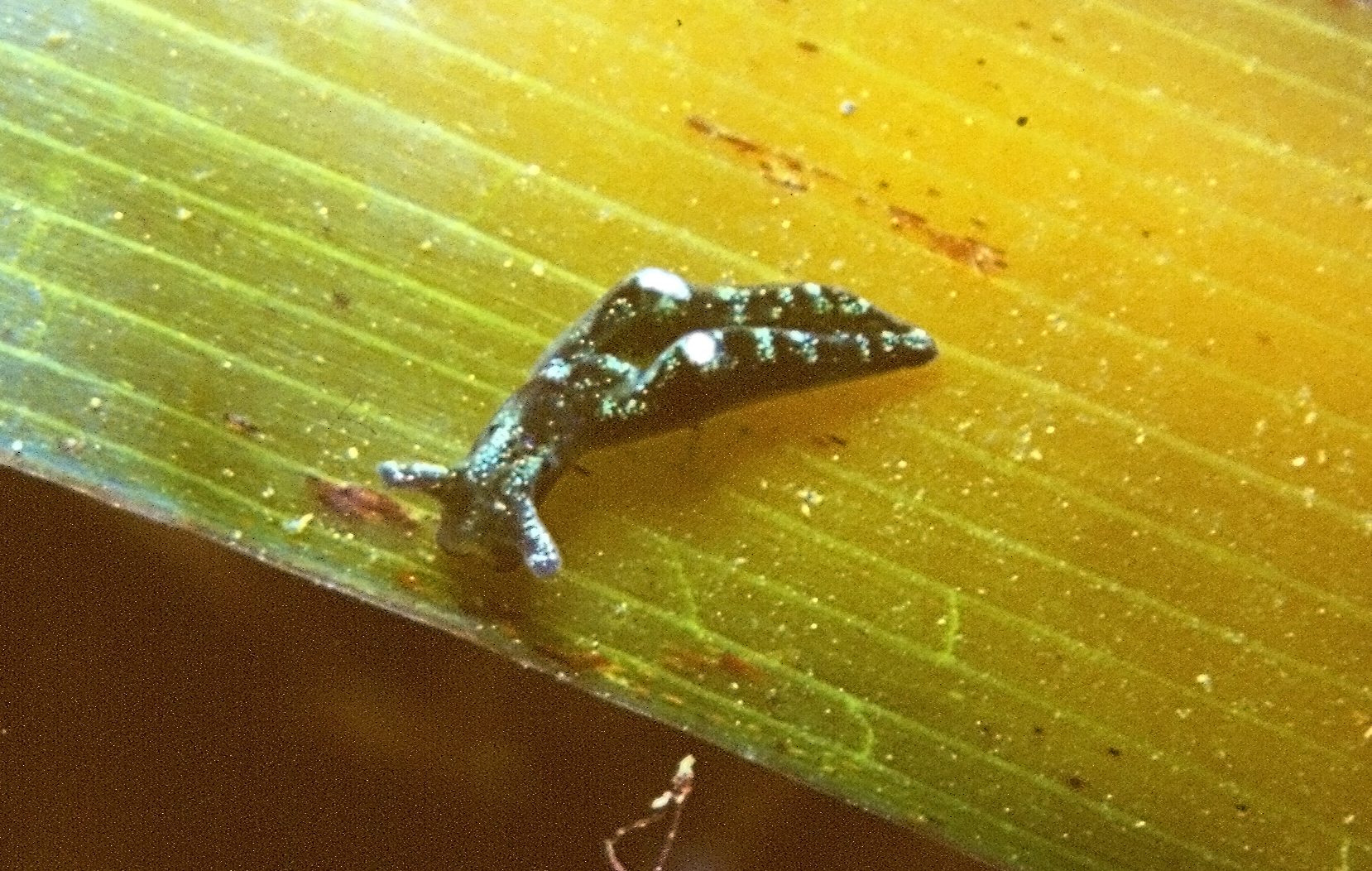
Une limace de mer Elysia gordanae sur une feuille de posidonie.
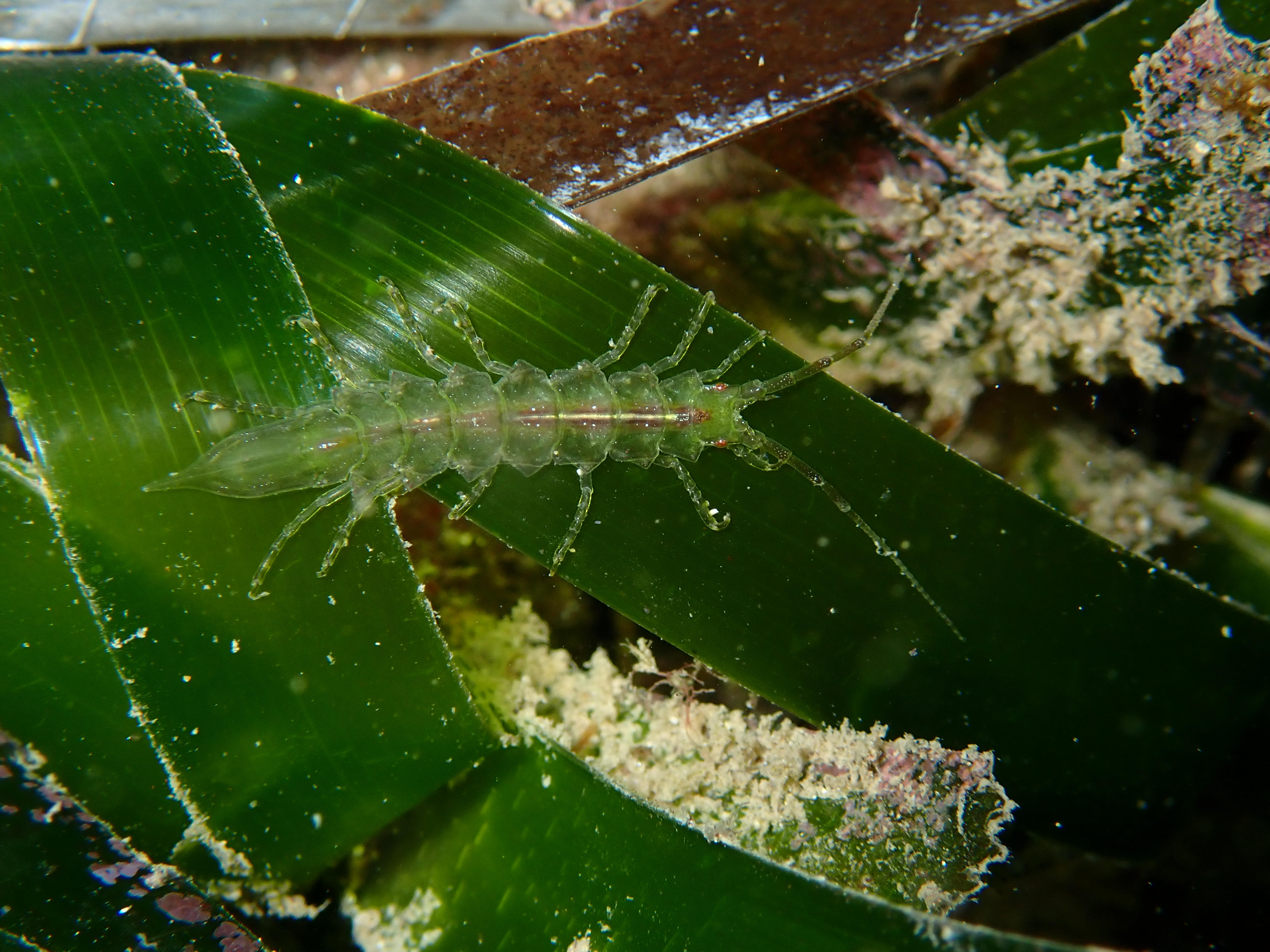
Stenosoma appendiculatum, un isopode mimétique des posidonies.
Synischia hectica, un autre isopode mimétique.
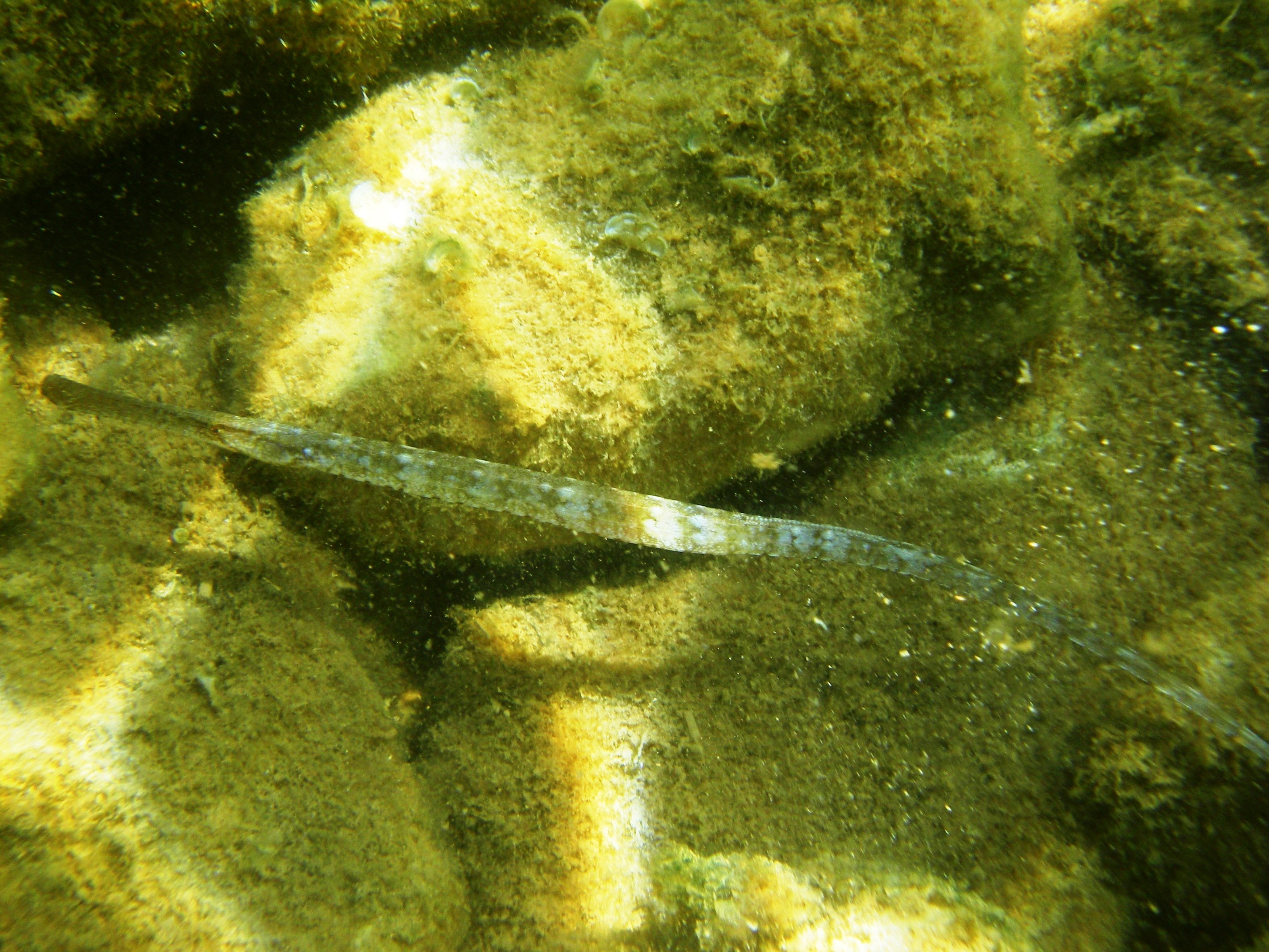
Syngnathus typhle, un poisson mimétique des feuilles mortes de posidonies.
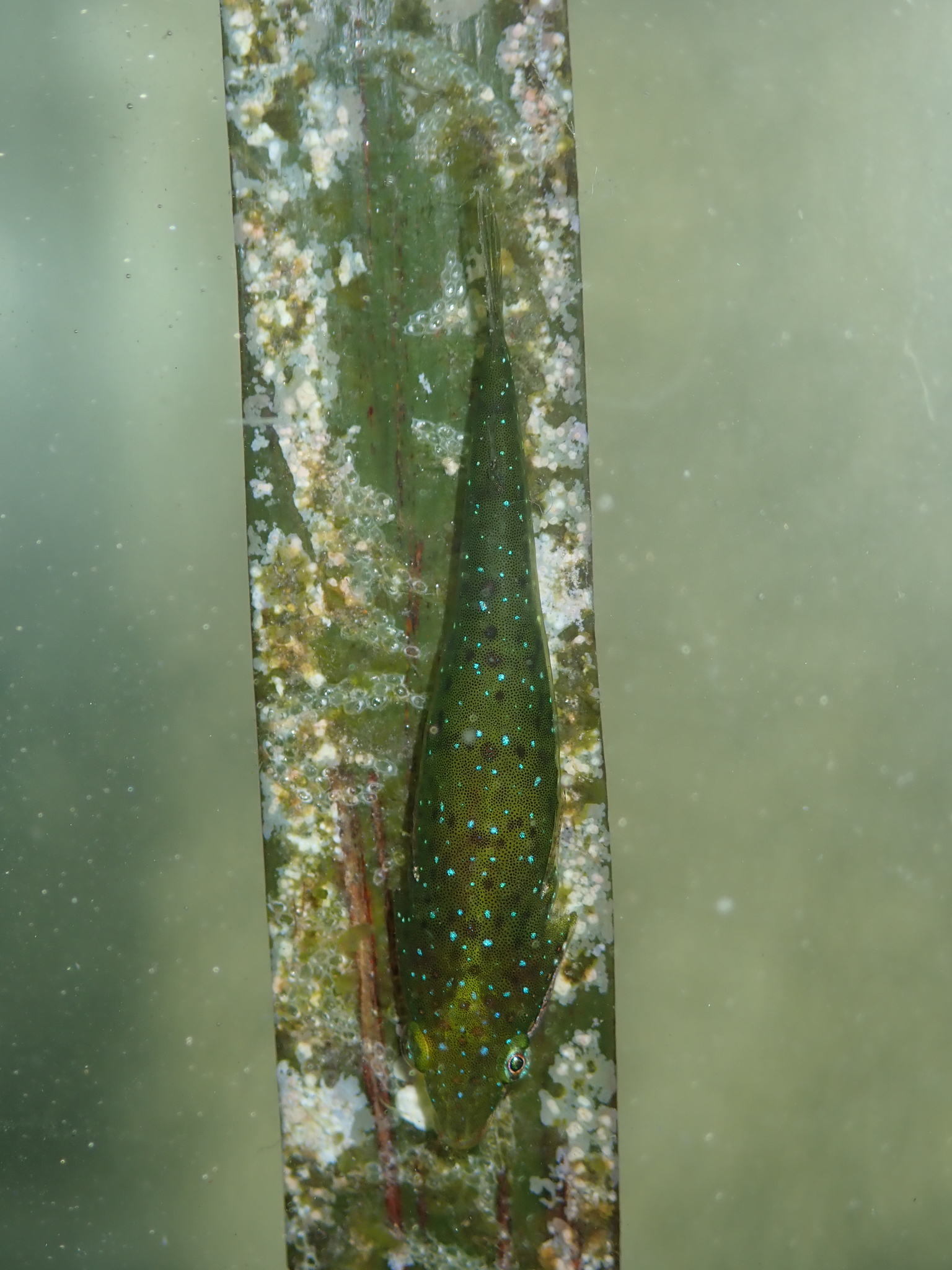
Opeatogenys gracilis, autre poisson mimétique.
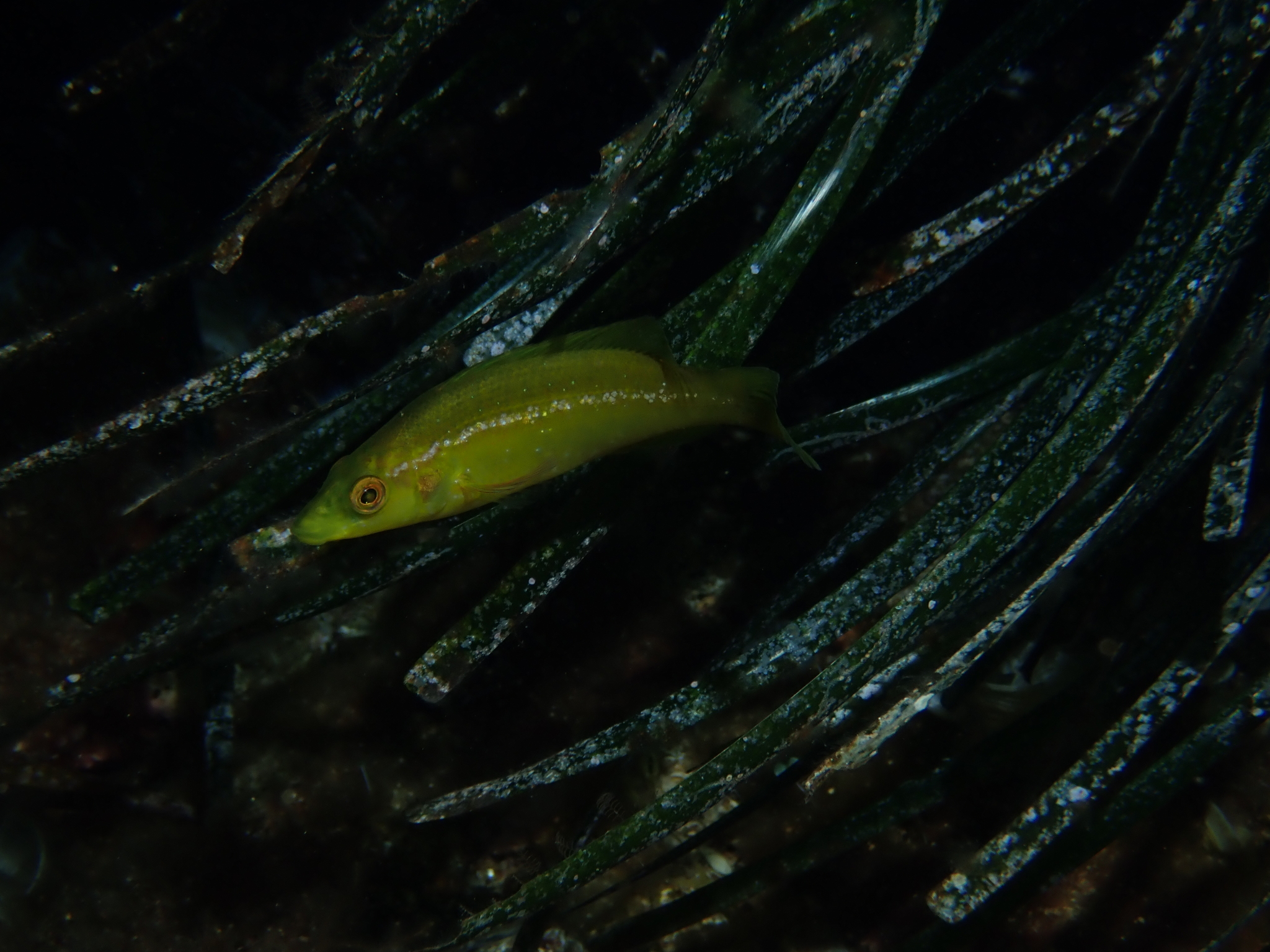
un jeune labre merle camouflé dans l'herbier.
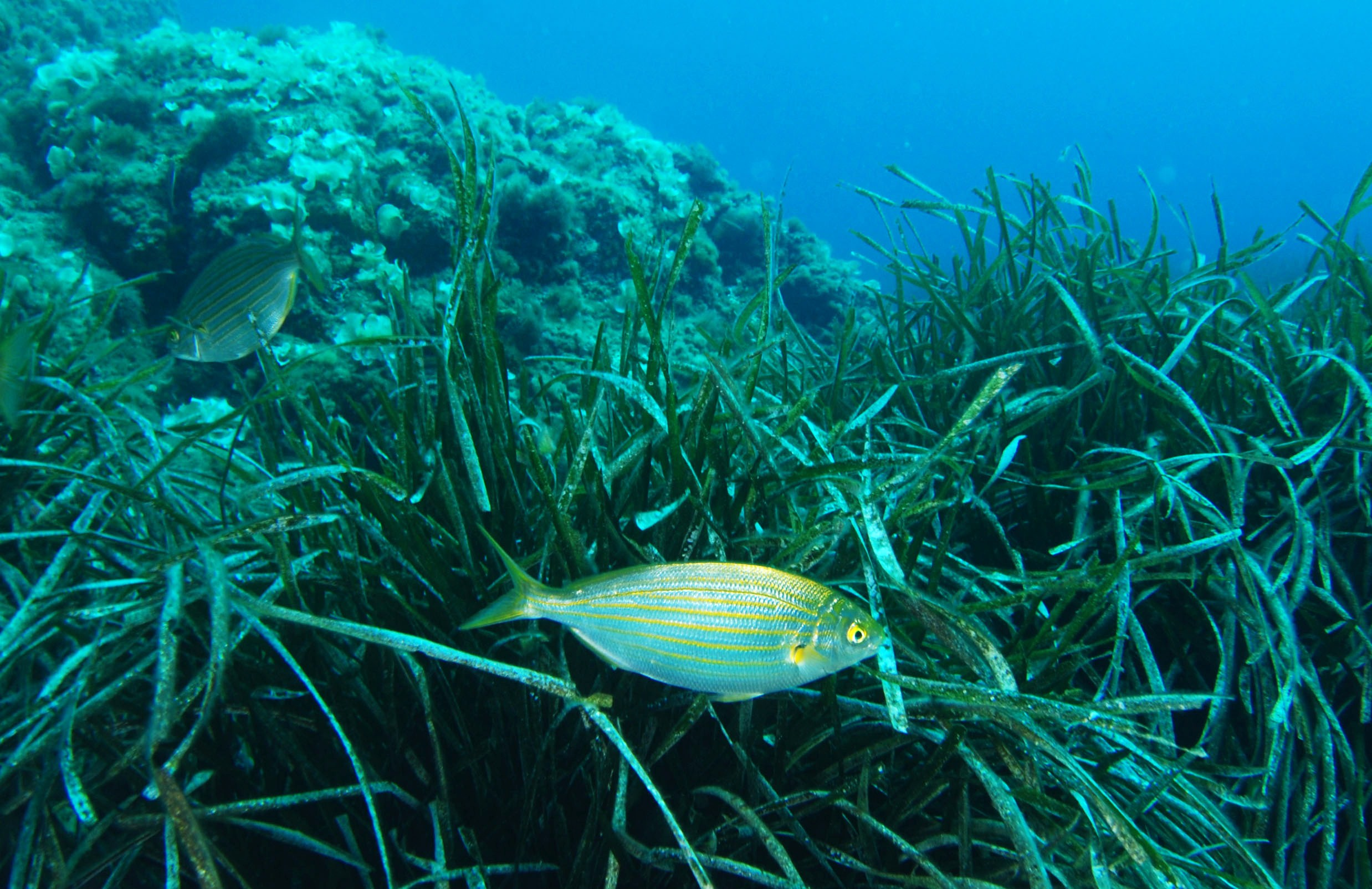
Deux saupes, poissons herbivores.
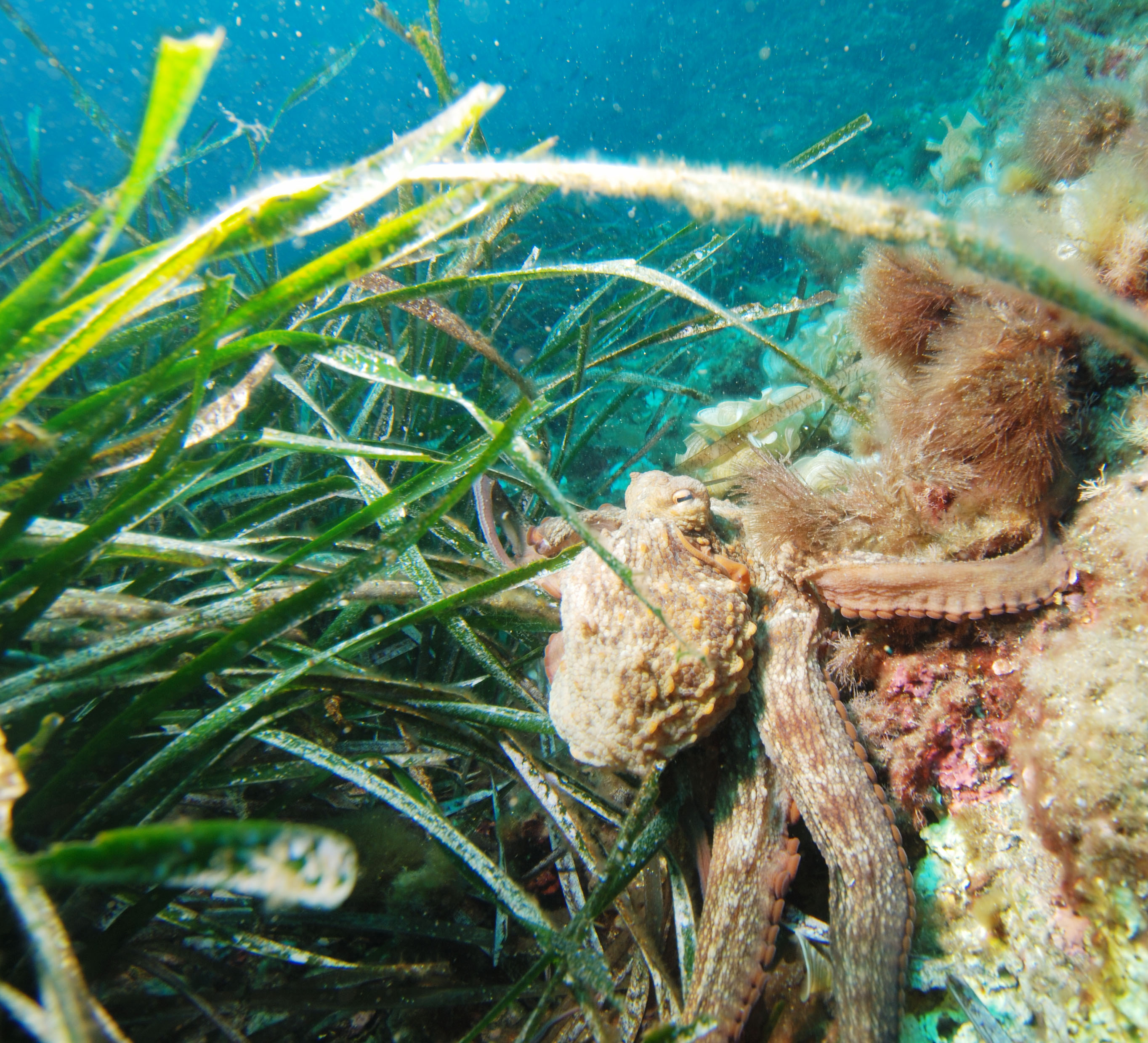
Un poulpe dans un herbier.

Les feuilles mortes sont colonisées par des microorganismes et des champignons. Un groupe de saprophages en particulier, annélides polychètes (Lysidice ninetta, Lysidice collaris et Nematonereis unicornis), et crustacés isopodes (Idotea hectica, Limnoria mazzellae), dits « borers », creusent, pour se nourrir et développer leur habitat, des galeries à l'intérieur des bases des feuilles encore attachées aux rhizomes pendant des années,.
Les feuilles, une fois dégradées par les vagues et courants et les microorganismes, échouées sur les plages et accumulées en banquettes, servent encore d'habitat à des insectes et des crustacés amphipodes et isopodes.

#### Endophyte fongique racinaire
En 2014 une équipe de chercheurs italiens a mis en évidence la présence d'un endophyte fongique dans les racines de P. oceanica poussant sur différents substrats (roche, sable et mattes) de deux prairies marines de Sicile.
Le pourcentage de colonisation fongique (FC) dans les tissus a montré une moyenne plus élevée dans les racines ancrées directement sur la roche que dans celles situées au sein la matte et dans le sable. Les  colonies fongiques ont été identifiées comme appartenant au genre Lulwoana (en) (Lulworthiaceae (en)).
Il s'agit du premier signalement de Lulwoana sp. comme Endophyte cloisonné sombre (en) (ECS) dans les racines de P. oceanica. La plus forte colonisation fongique, détectée dans les racines des plans poussant sur la roche, suggère que la présence d'ECS peut aider l'hôte dans la capture des nutriments minéraux par l'activité lytique.

### Phytosociologie

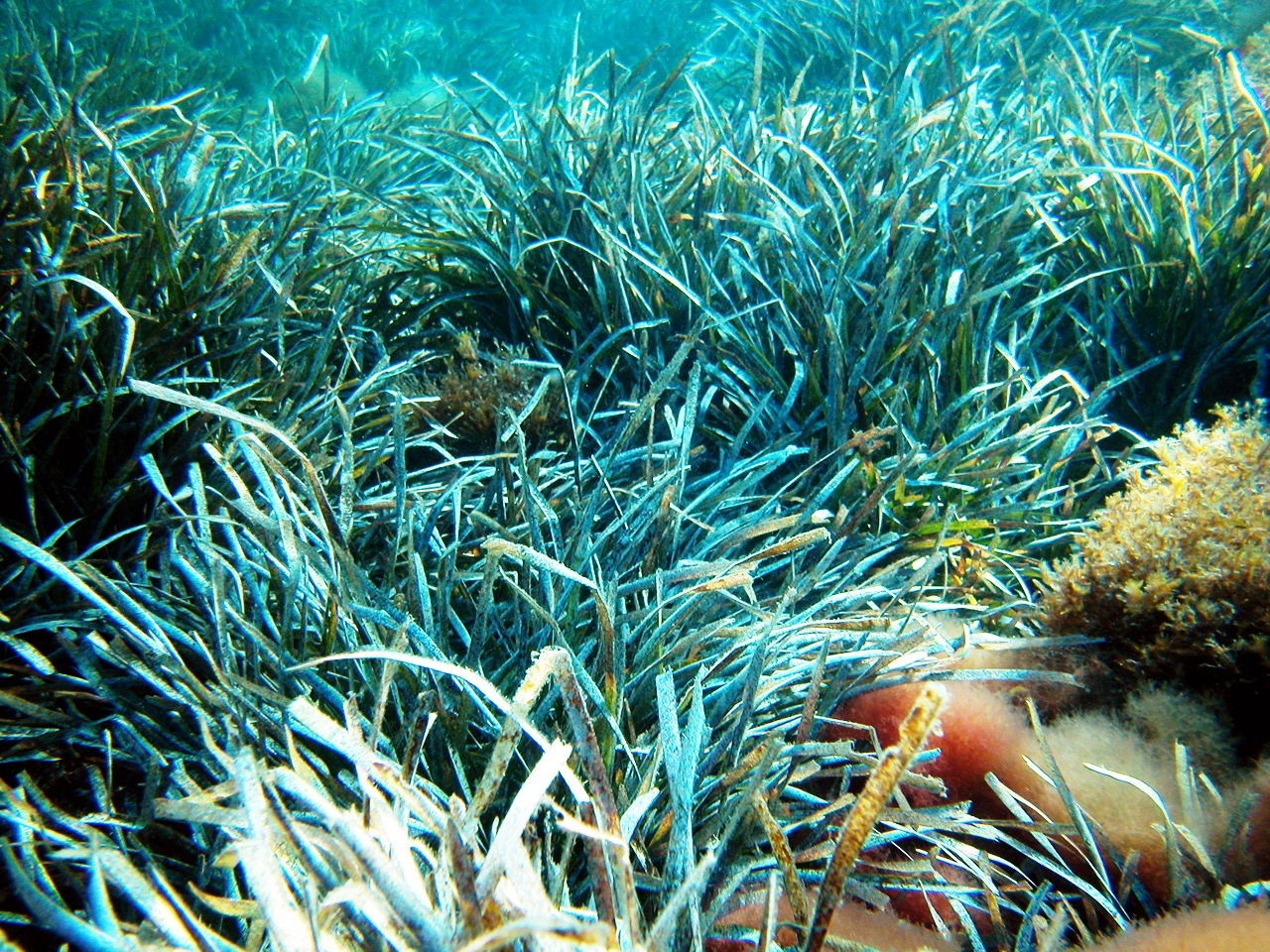
P. oceanica parmi d'autres plantes aquatiques

Du point de vue phytosociologique, P. oceanica représente l'espèce caractéristique de l'association « Posidonietum oceanicae » (Molinier, 1958). Cette association est caractéristique des fonds sablonneux et boueux des plaines infralittorales, à l'intérieur de laquelle on distingue divers groupes dépendants : sur les rhizomes, des biocénoses de l'association Flabellio-Peyssonnelietum squamariae (Molinier 1958), tandis que sur les feuilles on distingue l'association épiphyte Myrionemo-Giraudietum sphacelariodis (Van der Ben, 1971). Ces groupes ne sont pas exclusifs aux Posidonies mais se trouvent également sur les feuilles d'autres Angiospermes aquatiques et sur les Cystoseires.

### Importance de l'écosystème
L'herbier de Posidonies constitue l'écosystème majeur de la Méditerranée, c'est-à-dire le plus développé et complexe. L'herbier de Posidonies est donc l'écosystème le plus important de la Méditerranée et est déclaré « site d'importance communautaire » par une directive de l'Union européenne.
Dans l'écosystème côtier la Posidonie tient un rôle fondamental pour diverses raisons :
- Elle libère environ 20 litres d'oxygène par jour pour chaque m2 d'herbier[10].
- Elle produit et exporte de la biomasse soit dans les écosystèmes limitrophes, soit en profondeur.
- Elle abrite de nombreuses espèces de poissons, céphalopodes, bivalves, gastéropodes, crustacés, échinodermes et tuniciers.
- Elle consolide les fonds des côtes, contribuant à freiner le transport de sédiments dû aux courants.
- Elle agit en tant que barrière, limitant l'érosion des côtes en limitant la force des courants.
- Elle protège les plages de l'érosion avec les feuilles échouant sur les côtes, particulièrement en hiver.

Les herbiers de posidonies rétrécissent chaque année dans toute la Méditerranée, phénomène grandissant d'année en année dû à la pression démographique humaine sur le littoral.
La destruction des herbiers a des effets négatifs non seulement sur les posidonies mais également sur d'autres écosystèmes ; la perte d'un seul mètre linéaire d'herbier peut entraîner l'érosion de plusieurs mètres de plage. De plus, le rétrécissement des herbiers amène une biodiversité moindre et une détérioration de la qualité de l'eau.
Les causes de régression des herbiers de posidonies sont :
- la pollution
- la pêche au chalut[33]
- la pratique de sports nautiques et de la navigation de plaisance (endommagements dus aux ancres, hydrocarbures, détergents, peintures, déchets solides, etc.)[34]
- la construction d'habitations sur le littoral, entraînant l'installation d'égouts menant les décharges à l'eau, augmentant la turbidité de l'eau et diminuant ainsi la photosynthèse[35]
- la construction de digues et autres barrières modifiant la sédimentation[36]
- l'eutrophisation des eaux côtières, provoquant une croissance anormale des algues épiphytes, qui bloquent la lumière et diminuent ainsi la photosythèse[37].
- La construction de port ou la bétonisation du littoral qui empiètent sur la zone occupée par l’herbier et augmentent la turbidité de l’eau.

De nos jours, les herbiers de Posidonies sont menacés par la compétition avec deux algues tropicales accidentellement introduites dans la Méditerranée, Caulerpa taxifolia et Caulerpa racemosa. Les deux présentent une croissance rapide qui suffoque les Posidonies.

## Posidonia oceanicacomme bioindicateur

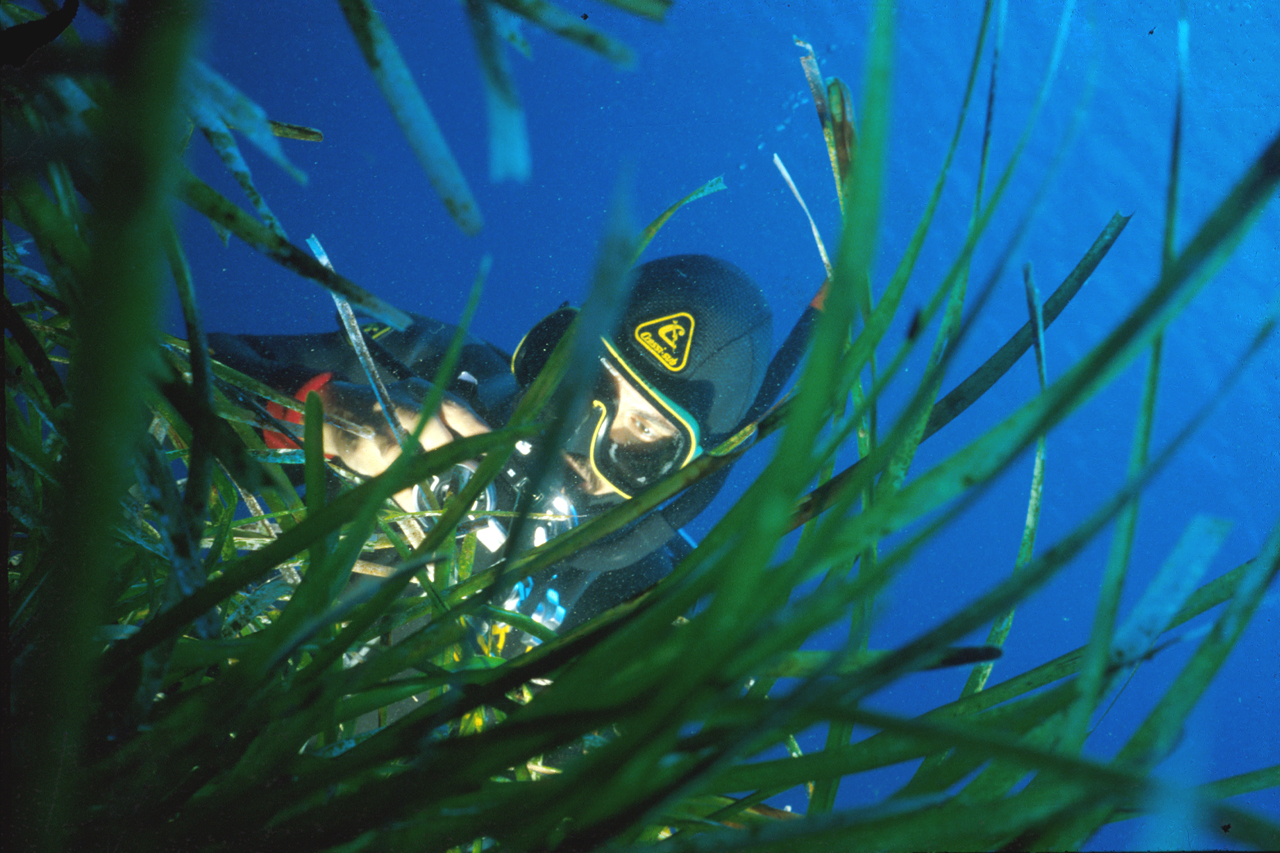
Plongeur parmi les Posidonies

On utilise Posidonia oceanica comme bioindicateur depuis environ vingt années. La plante présente toutes les caractéristiques nécessaires à un bon bioindicateur :
- elle est une espèce benthique
- elle a un long cycle vital.
- elle est présente dans toute la Méditerranée.
- elle a une grande capacité de concentration de pollution dans ses tissus.
- elle est très sensible aux changements dans l'écosystème.

Il est possible de connaître l'état d'une région côtière en étudiant les herbiers de Posidonies qui y sont présents.
On peut les étudier des manières suivantes :
- analyse et suivi des limites inférieures.
- analyse de la densité de l'herbier.
- analyse phénologique.
- analyse lépidochronologique.

### Analyse des limites inférieures
Il existe une corrélation entre les limites inférieures et la transparence de l'eau. Sur cette base est proposé un tableau qui met en relation les deux variables (tableau 1), qui peut s'appliquer à tout genre de limite inférieure sauf érodée parce que conditionnée par l'hydrodynamisme du fond.
| Profondeur de limite inférieure (m) | Transparence de l'eau |
| ----------------------------------- | --------------------- |
| de 0 à -15                          | Basse transparence    |
| de -15 à -25                        | Peu de transparence   |
| de -25 à -35                        | Transparence          |
| inférieure à -35                    | Transparence élevée   |

### Densité des touffes de feuilles
Pour ce qui est de la densité, elle dépend de la profondeur à laquelle est situé l'herbier, de la luminosité et du type de substrat. Les touffes sont calculées par m2, les herbiers étant divisés en cinq types.
| Classe | Densité des touffes       | Estimation de densité  |
| ------ | ------------------------- | ---------------------- |
| I      | au-delà de 700 touffes/m2 | Herbier très dense     |
| II     | de 400 à 700 touffes/m2   | Herbier dense          |
| III    | de 300 à 400 touffes/m2   | Herbier peu dense      |
| IV     | de 150 à 300 touffes/m2   | Herbier très peu dense |
| V      | de 50 à 150 touffes/m2    | Semi-herbier           |

Pergent en 1995 et Pergent-Martini en 1996 ont proposé une autre classification qui met en relation la densité des touffes avec la profondeur, trouvant ainsi quatre types de densité. On peut trouver trois types d'herbier :
- herbier en équilibre : la densité y est normale ou exceptionnelle.
- herbier dérangé : la densité y est basse.
- herbier très dérangé : la densité y est anormale.

On a également fait un tableau pour indiquer cela.
| Profondeur (m) | Herbier très dérangé          | Herbier dérangé            | Herbier en équilibre         | Herbier en équilibre                |
|                | Densité anormale (touffes/m2) | Densité basse (touffes/m2) | Densité normale (touffes/m2) | Densité exceptionnelle (touffes/m2) |
| -------------- | ----------------------------- | -------------------------- | ---------------------------- | ----------------------------------- |
| 20             | Moins de 61                   | Entre 61 et 173            | Entre 173 et 397             | Plus de 397                         |
| 21             | Moins de 48                   | Entre 48 et 160            | Entre 160 et 384             | Plus de 384                         |
| 22             | Moins de 37                   | Entre 37 et 149            | Entre 149 et 373             | Plus de 373                         |
| 23             | Moins de 25                   | Entre 25 et 137            | Entre 137 et 361             | Plus de 361                         |
| 24             | Moins de 14                   | Entre 14 et 126            | Entre 126 et 350             | Plus de 350                         |
| 25             | Moins de 4                    | Entre 4 et 116             | Entre 116 et 340             | Plus de 340                         |
| 26             |                               | Moins de 106               | Entre 106 et 330             | Plus de 330                         |
| 27             |                               | Moins de 96                | Entre 96 et 320              | Plus de 320                         |
| 28             |                               | Moins de 87                | Entre 87 et 311              | Plus de 311                         |
| 29             |                               | Moins de 78                | Entre 78 et 302              | Plus de 302                         |
| 30             |                               | Moins de 70                | Entre 70 et 294              | Plus de 294                         |

### Analyses phénologiques
Les analyses phénologiques étudient divers paramètres utiles pour décrire l'état des plantes :
- moyenne du nombre de feuilles par âge (adulte, moyenne, jeune), par touffe de feuilles
- longueur et épaisseur des feuilles par âge et touffe
- pourcentage de tissu brun (feuilles non photosynthétiques)
- Leaf Area Index (index de superficie foliaire), superficie de feuilles par m2
- coefficient « A » : pourcentage de feuilles sans apex (extrémité supérieure).

### Lépidochronologie

#### Étymologie
Le mot « lépidochronologie » vient du latin lepis, écaille, chronicus, « relatif au temps, à la durée » et logos, étude. Il fait référence à l'évaluation de l'épaisseur des gaines foliaires (ou écailles) qui subsistent sur les rhizomes de Posidonia pendant de très longues périodes, permettant ainsi de mettre en évidence des cycles de croissances. Le mot a été construit par analogie avec le mot dendrochronologie, qui consiste en l'étude des anneaux de croissance des arbres.

#### Analyses lépidochronologiques
L'analyse lépidochronologique consiste en l'étude des cycles de vie des feuilles de P. oceanica. Une fois mortes, les feuilles se détachent, laissant leur base sur les rhizomes ; il a été démontré que ces bases de feuilles (ou écailles) qui subsistent longtemps sur les rhizomes, ont des épaisseurs qui varient en fonction des cycles annuels. Ces variations permettent la mise en évidence des changements ambientaux. On peut :
- estimer la biomasse produite par année, soit en termes de l'allongement des rhizomes, soit en production de feuilles.
- estimer la production des fleurs et le nombre de reproductions.
- mesurer la concentration de métaux lourds dans les tissus de la plante.

## Usage
Par le passé on utilisait les feuilles comme isolant dans la construction des toits, comme lit pour les animaux ou pour emballer des objets fragiles (en Italie on l'appelait « alga dei vetrai » (« algue des vitraux »). En pharmacologie on utilisait les feuilles pour soigner des inflammations et des irritations. En certaines régions méditerranéennes elles sont encore utilisées dans l'alimentation des animaux. On étudie actuellement la possibilité d'utiliser Posidonia oceanica pour la production de biogaz.

## Records

### Un plant géant aux Baléares?
En 2006, une équipe scientifique internationale affirme avoir trouvé, dans les Baléares, un plant de Posidonia oceanica long d'environ 8 km. Le plant se trouve dans un herbier de 700 km2 allant de la région d'Es Freus (Formentera) à la plage de Las Salinas (Ibiza). La délimitation du plant fut réalisée par marqueurs génétiques. Sa découverte fut le fait du hasard, cet herbier abritant, selon le professeur Carlos Duarte, cent millions d'exemplaires du même individu. L'équipe qui a découvert ce plan estime qu'il constitue l'un des organismes vivants le plus grand et le plus vieux référencé au monde. L'âge estimé de cette plante se situe en effet entre 80 000 et 200 000 ans.

### Durée de vie
Une étude de 2011 a estimé l'âge de cette même colonie de Posidonia oceanica des Baléares entre 12 000 et 200 000 ans en se basant sur la découverte de clones séparé de 15 km et une vitesse d'extension par multiplication végétative de 4 cm an−1. L'âge maximum étant théorique puisque la région qu'elle occupe était émergée il y a 10 000 à 80 000 ans.

## Conservation

### Espèce protégée
En raison de son rôle majeur pour la biodiversité de la mer Méditerranée, mais aussi de son activité de stockage de CO2 et de production d'oxygène, la posidonie est considérée comme une espèce d'importance capitale en Méditerranée.
Pour ces raisons, elle fait l'objet de mesures de protection : 
- L'espèce est protégée au niveau français, par l'arrêté ministériel du 19 juillet 1988 (publié au Journal Officiel le 9 août 1988).
- Le biotope « herbier à Posidonia oceanica » est pris en considération dans le décret d'application (no 89.694 du 20 septembre 1989) de la « Loi littorale » no 86.2 du 3 janvier 1986. Ce décret d'application impose notamment la réalisation d'une étude d'impact pour tout projet d'aménagement littoral (Loi sur l'eau no 92.3 du 3 janvier 1992 ; Loi relative à la protection de la nature no 76.629 du 10 juillet 1976).
- La posidonie est citée en annexe 1 de la directive de l'Union Européenne du 21 mai 1992 (92/43/CEE) sur la conservation des habitats naturels et de la faune et la flore sauvage (dénommée « Directive Habitats »).
- La posidonie apparaît dans les Annexes de la Convention de Barcelone (adoptées en 1995).
- Elle est strictement protégée par la Convention de Berne depuis 1979, confirmée en France par décret du ministère des affaires étrangères le 7 juillet 1999.
- Enfin, les herbiers marins sont pris en compte par l'Unesco depuis la conférence de Rio en 1992[19].

### Réimplantation dePosidonia oceanica
La reconstitution d'herbiers de Posidonia oceanica par réimplantation de boutures est une pratique maintenant très connue sur les côtes françaises de Méditerranée. Pionnier en la matière, Georges Cooper (1918-1986), marin-pêcheur autodidacte, émet dès 1967 l'idée de récupérer les boutures arrachées aux herbiers vivants lors des tempêtes et échouées sur les fonds marins. C'est au début des années 1970 que la technique est mise au point. Les boutures, immobilisées dans un dispositif dit « contrainte Cooper », composé d'un grillage fixé dans un cadre en béton, sont ensuite immergées dans les zones ciblées. Dans les zones les plus soumises aux vagues et aux courants de tempête, les cadres sont protégés dans des récifs artificiels dit « récifs alvéolés ».
Des herbiers ont ainsi été implantés notamment au large des côtes situées entre Hyères et Giens.
L'Association Fondation G. Cooper créée en décembre 1972 sous le nom de « Fondation pour la reconquête des milieux naturels détruits », continue à promouvoir cette technique sous son nom d'usage « Les Jardiniers de la Mer ».

L'association citée effectue également des implantations à partir de plantules issues des graines récoltées sur les plages. Cette pratique est plus aléatoire car soumise aux aléas des années fructifères.

### Radiographie
- Mathieu Vidard, « Biodiversité marine : comment préserver l'herbier de posidonie ? », sur France Inter, 8 septembre 2021.